# Biserica de lemn din Fânațe

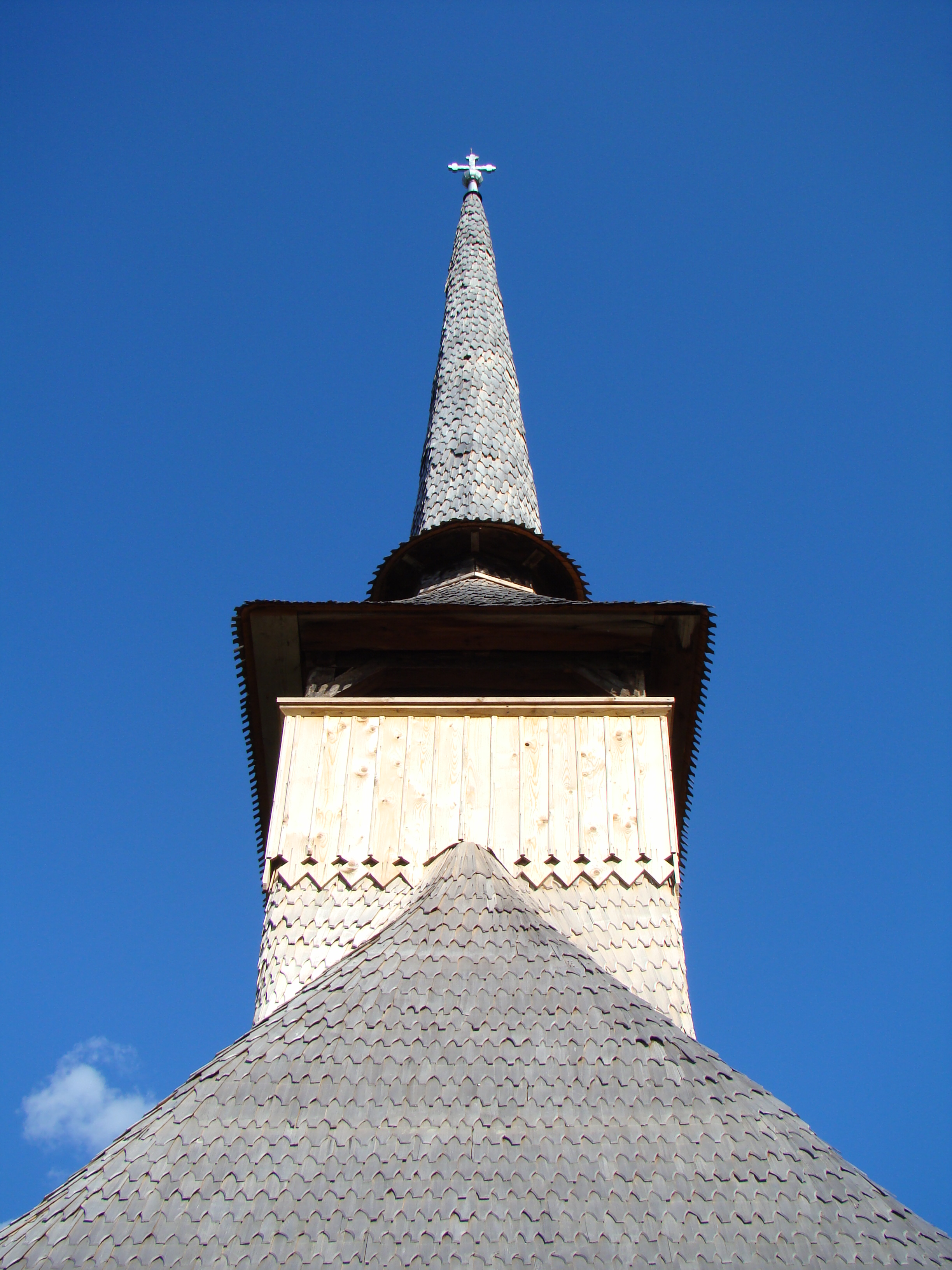
Turnul-clopotniță

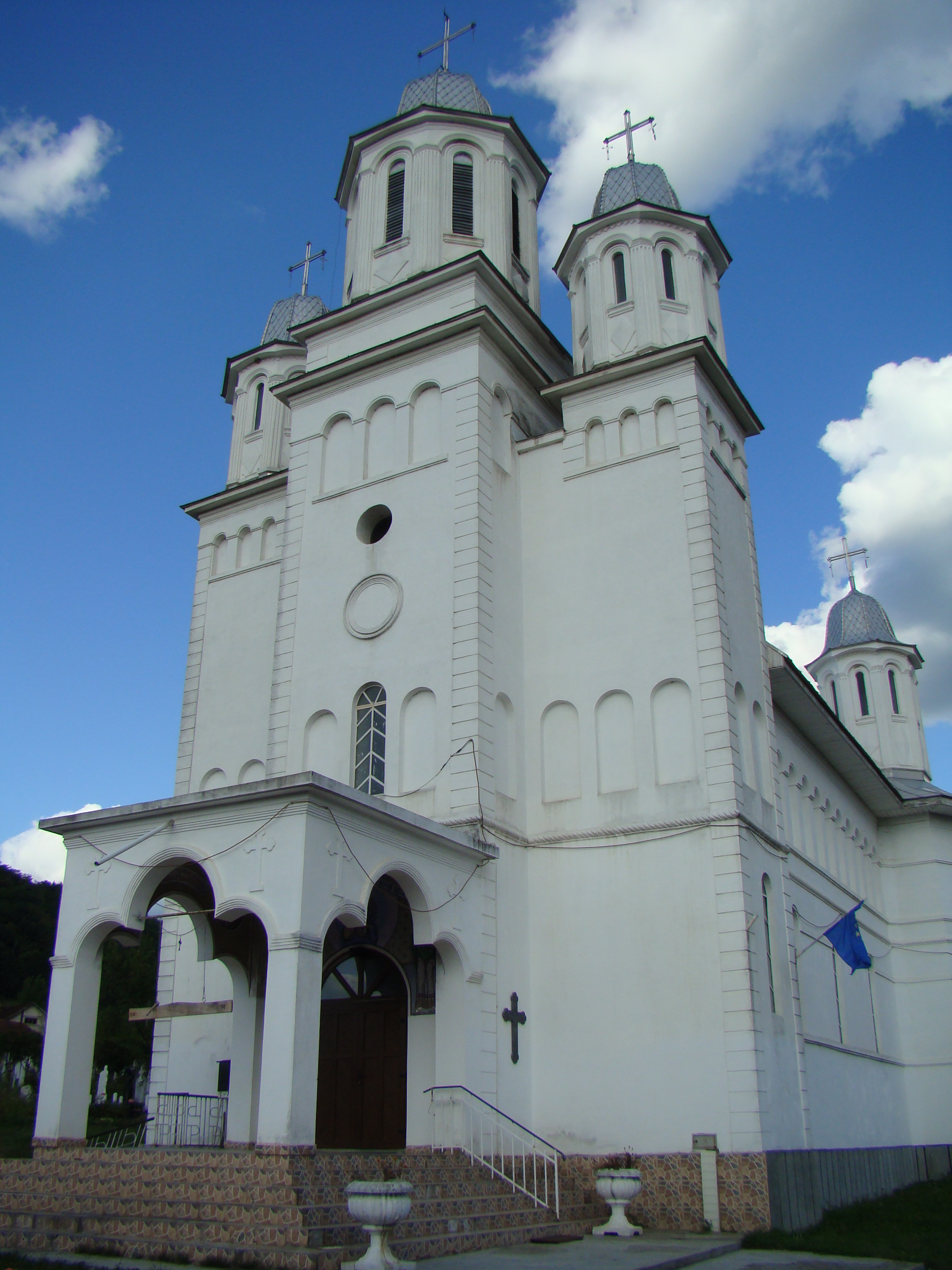
Biserica nouă, de zid, construită în 1997

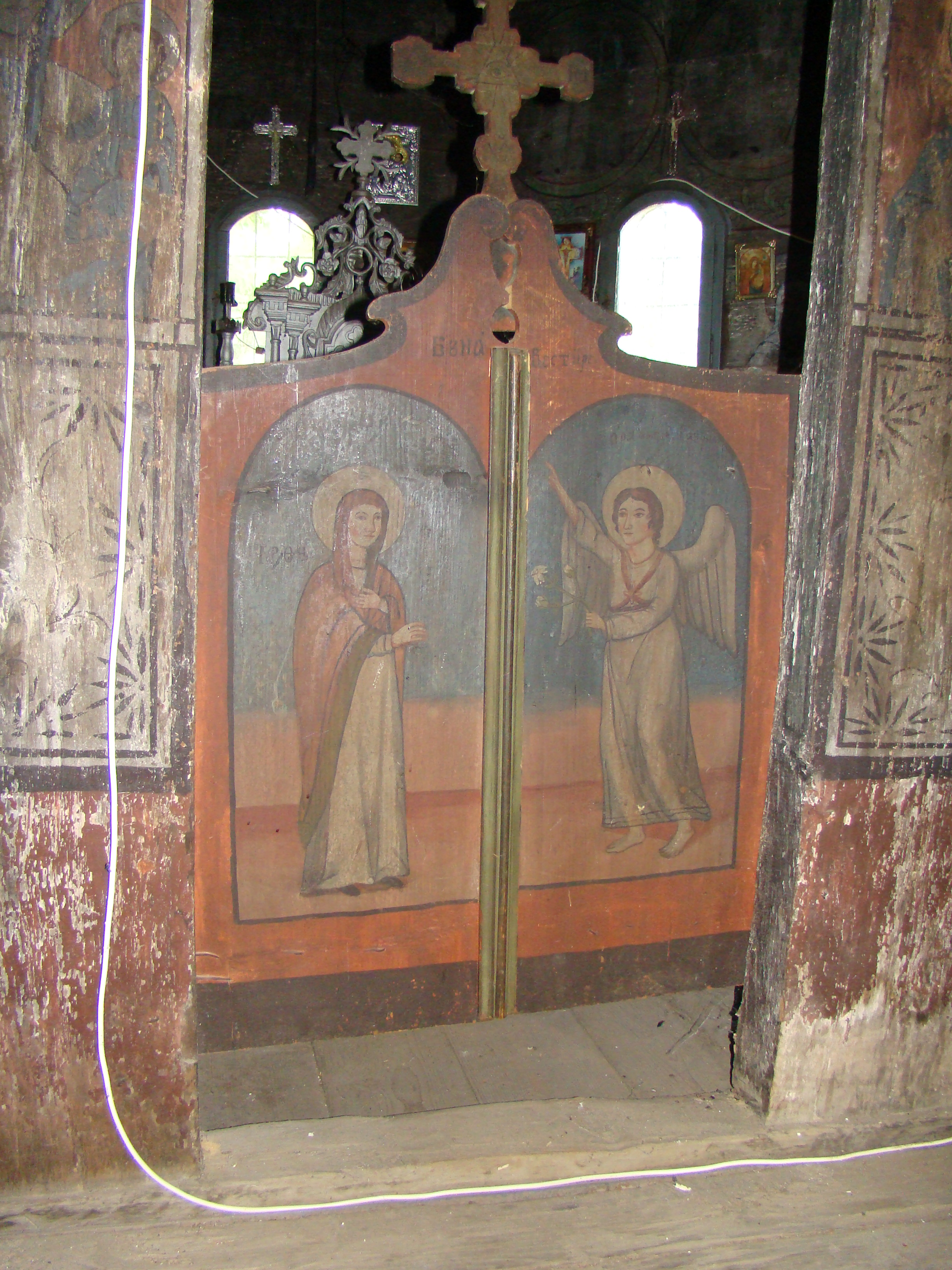
Ușile împărătești: Buna Vestire

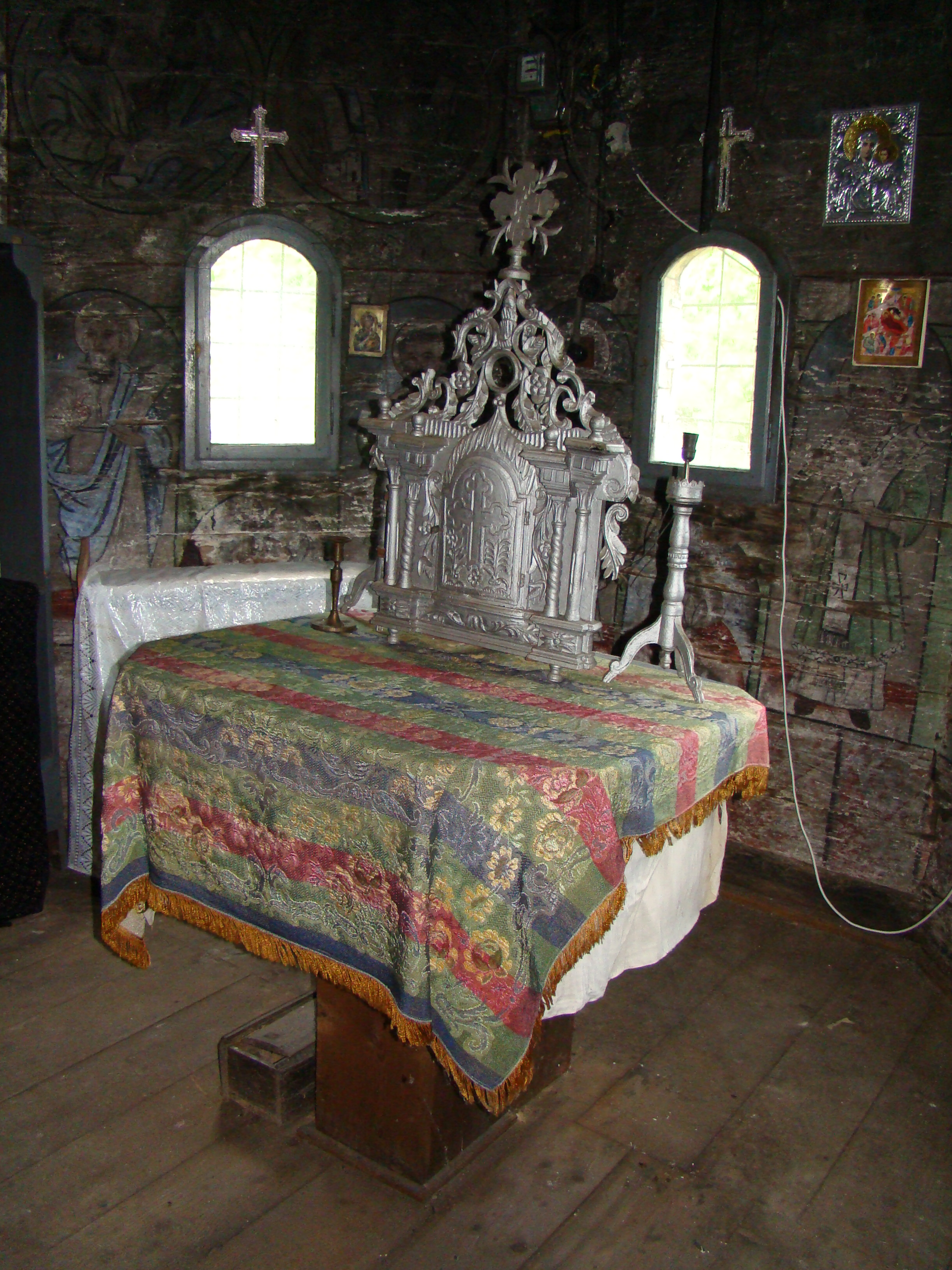
Masa altarului

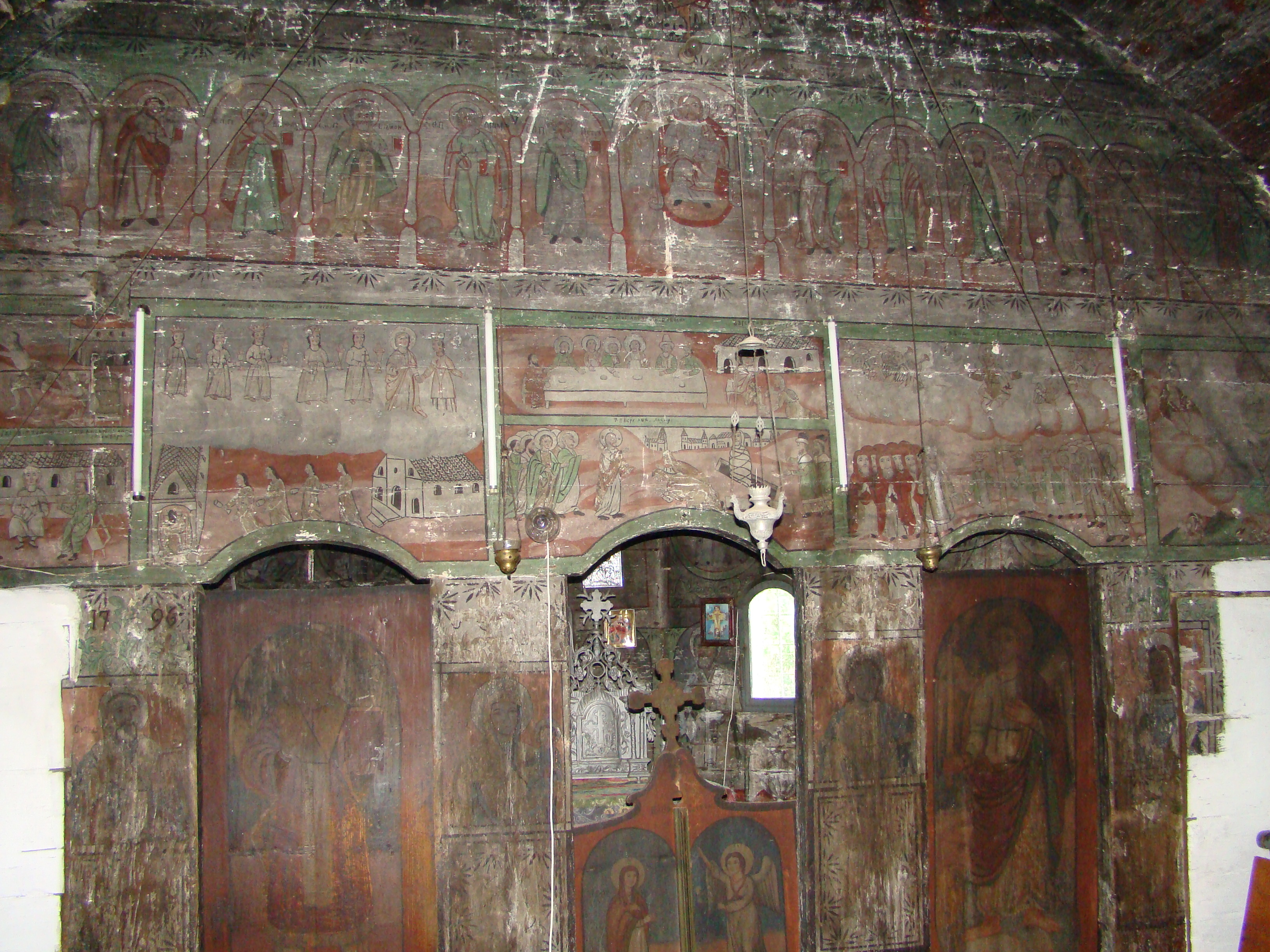
Iconostasul cu intrările în altar

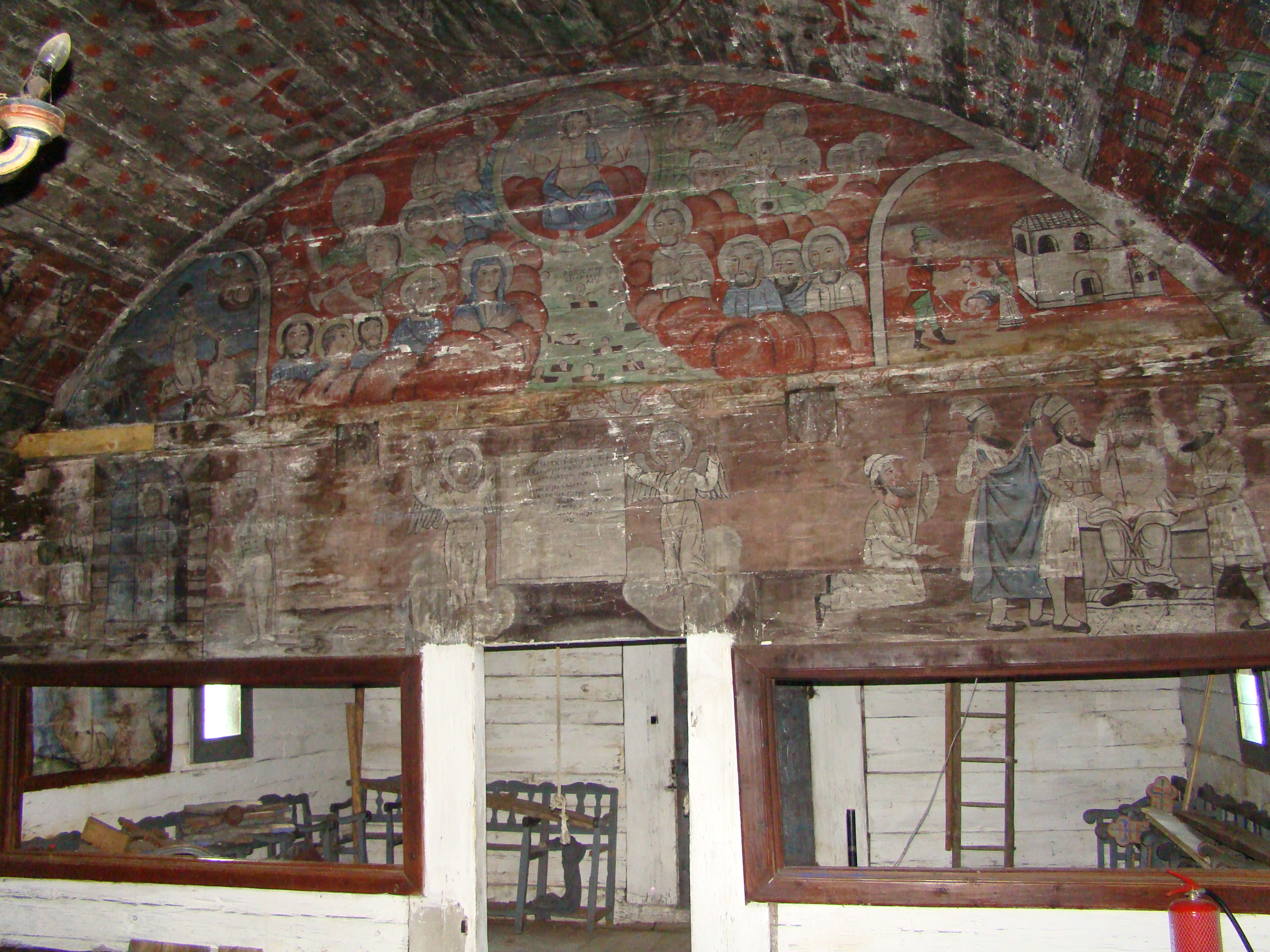
Nava spre ieșire

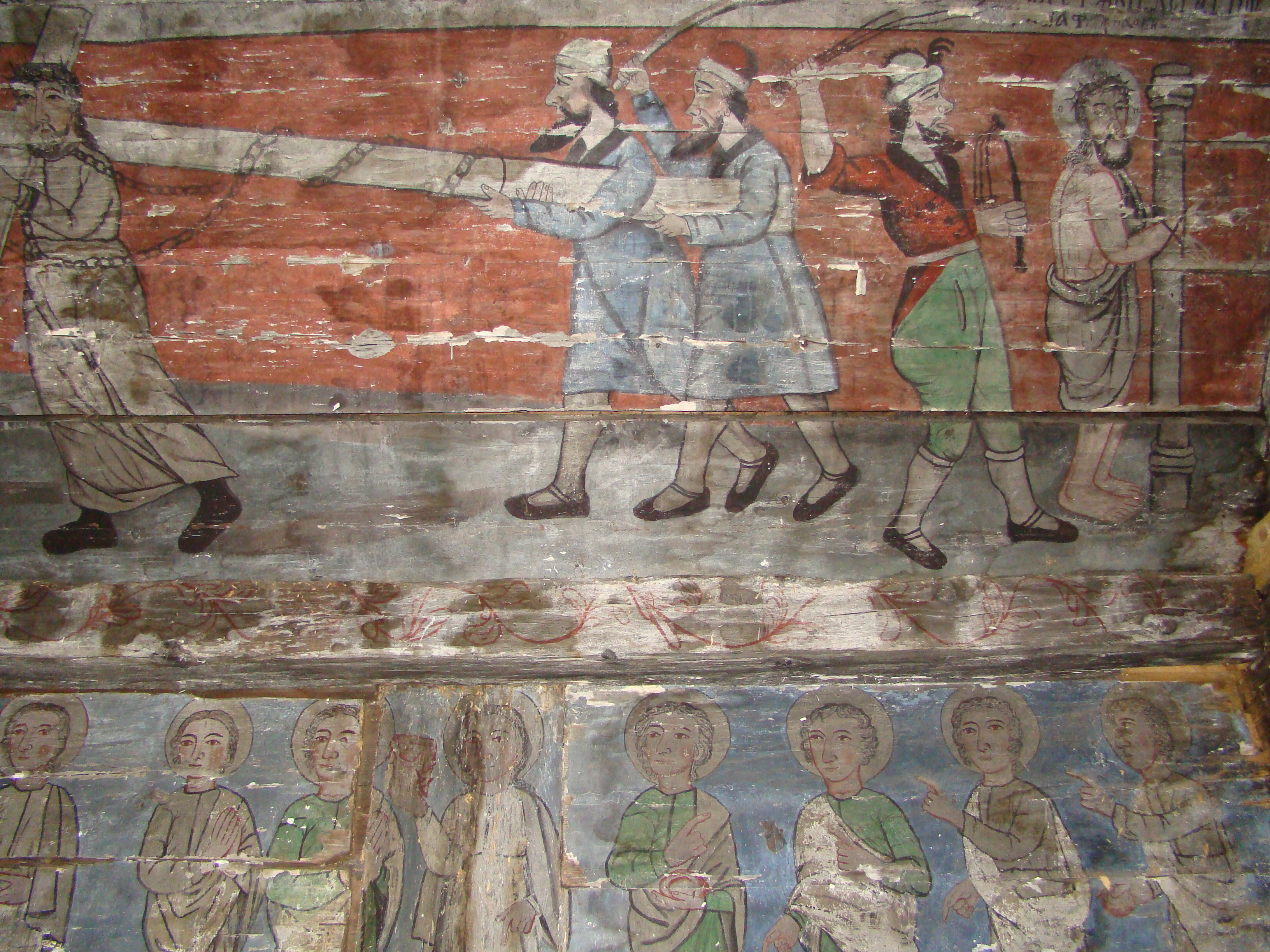
Patimile lui Iisus

Biserica de lemn din Fânațe, comuna Câmpani, județul Bihor, datează din anul 1796. Are hramul „Sfântul Dimitrie”. Biserica se află pe noua listă a monumentelor istorice sub codul LMI:  BH-II-m-A-01145.

## Imagini din interior

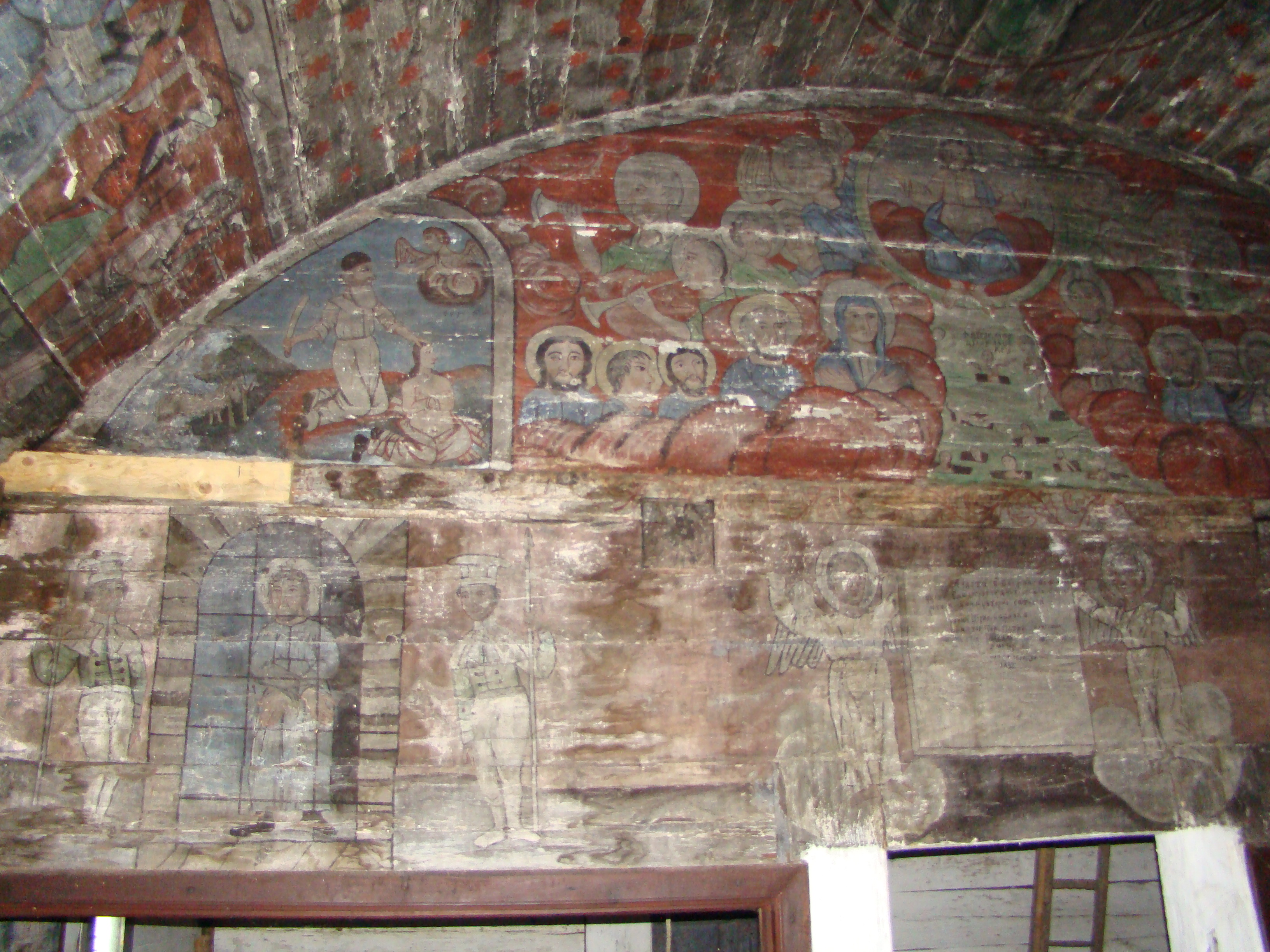
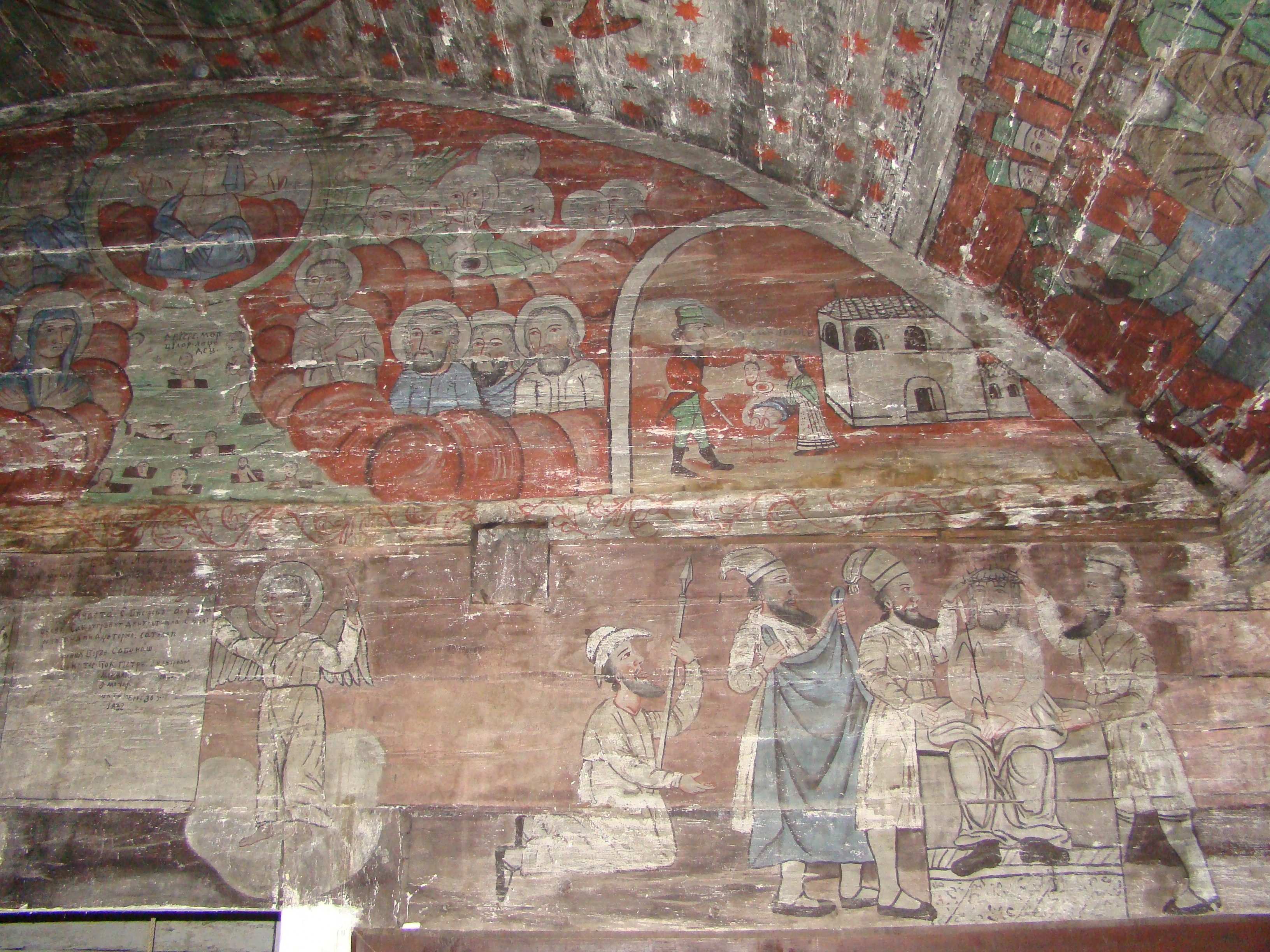
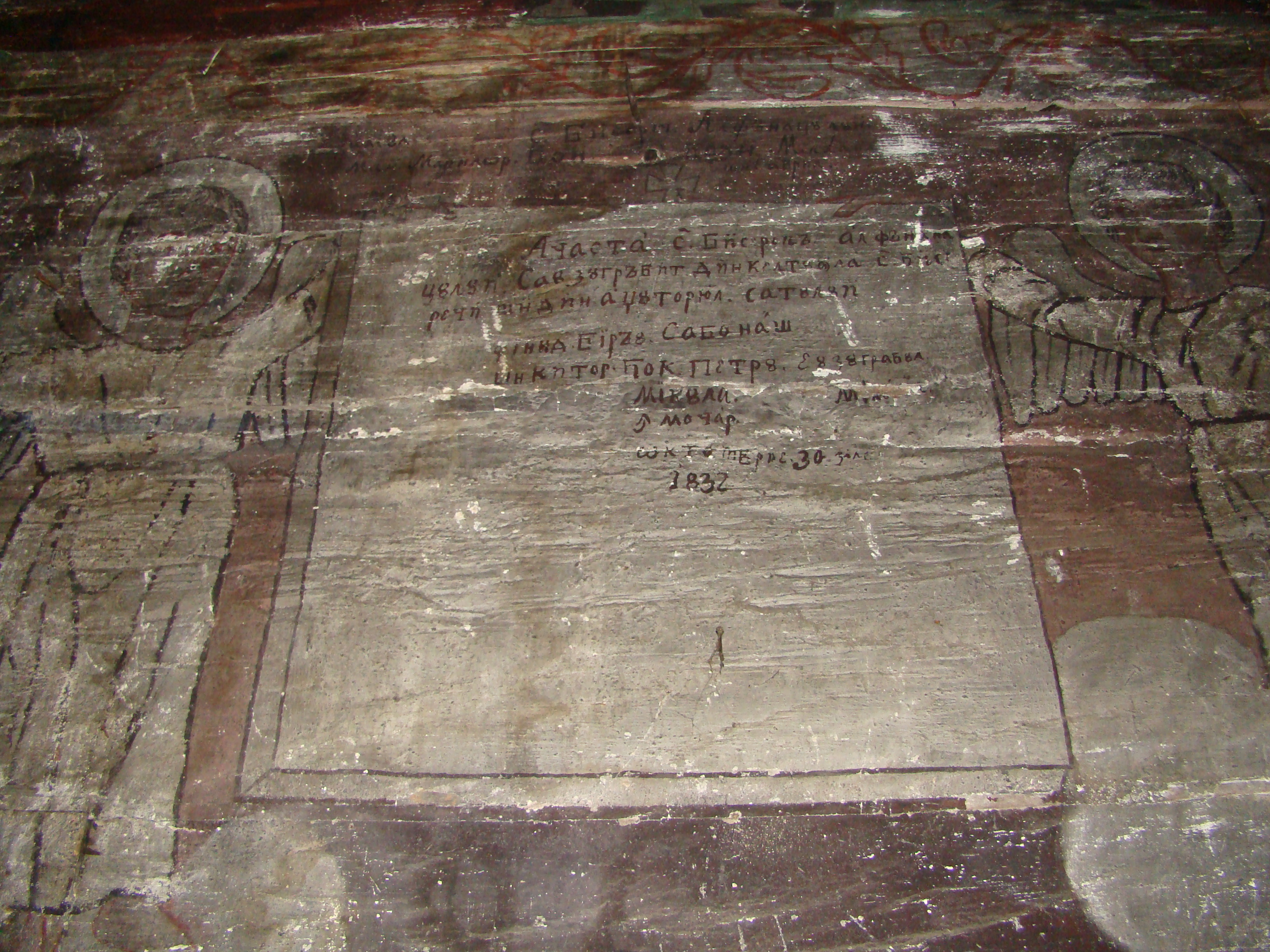
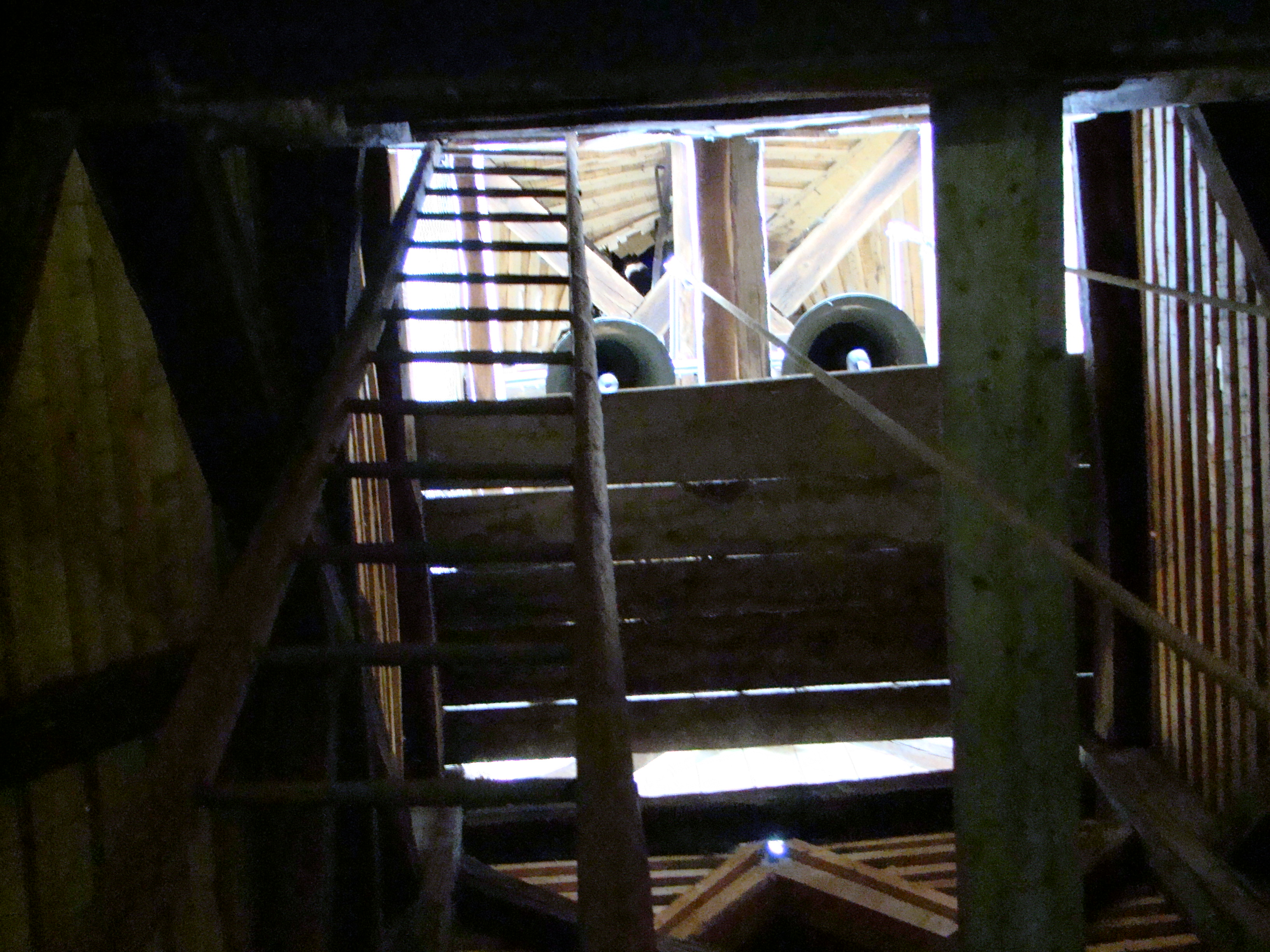
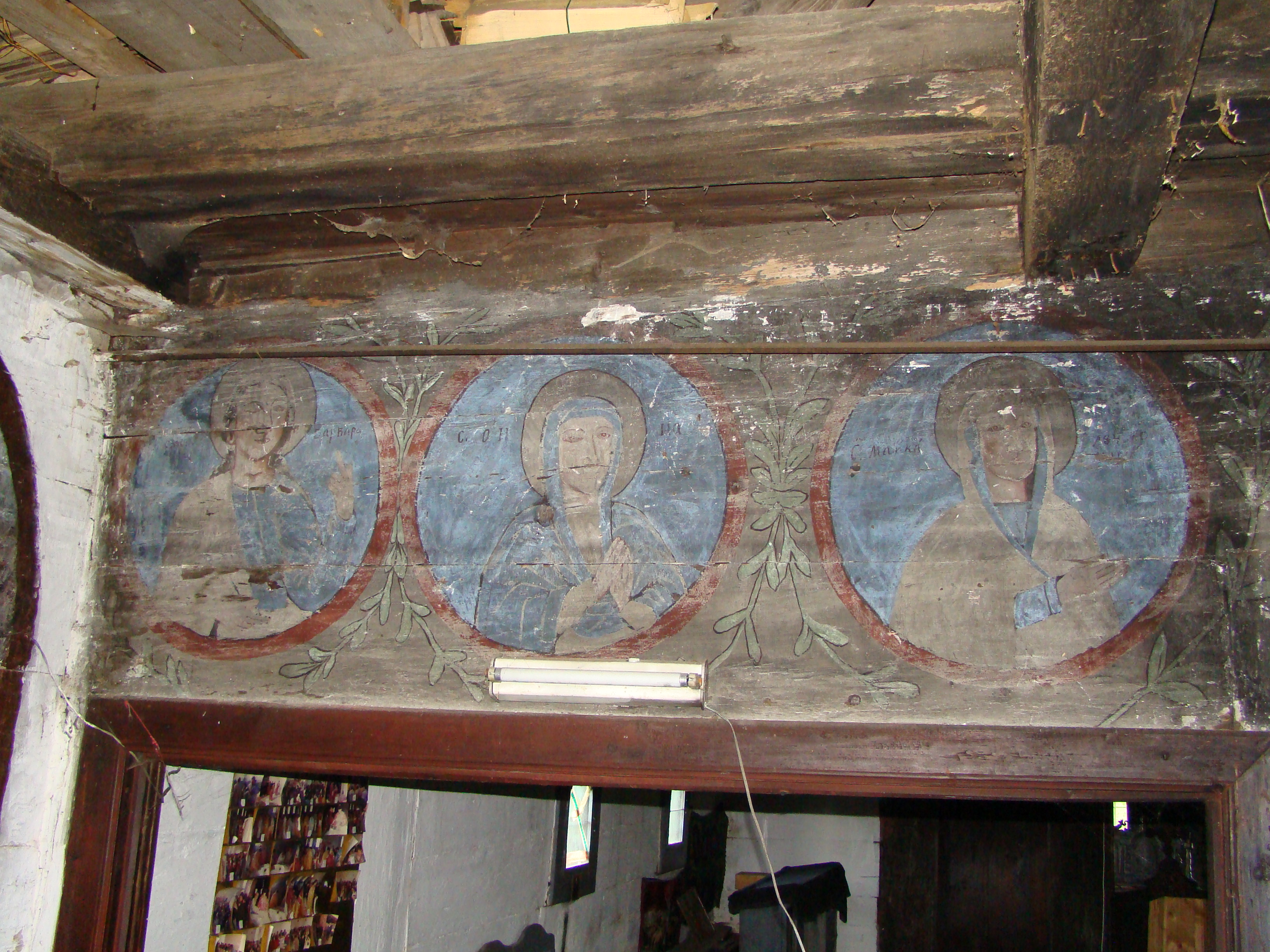
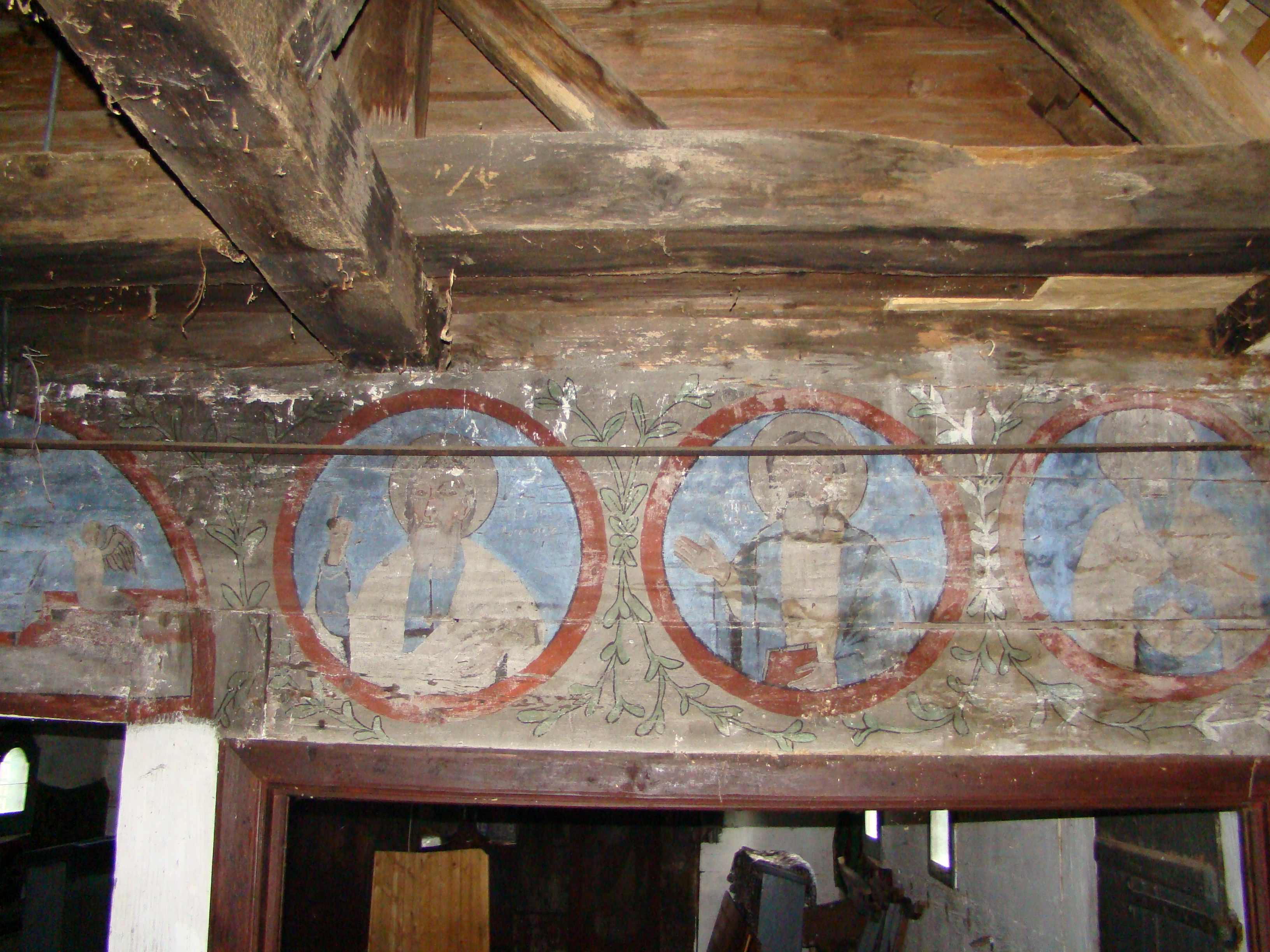
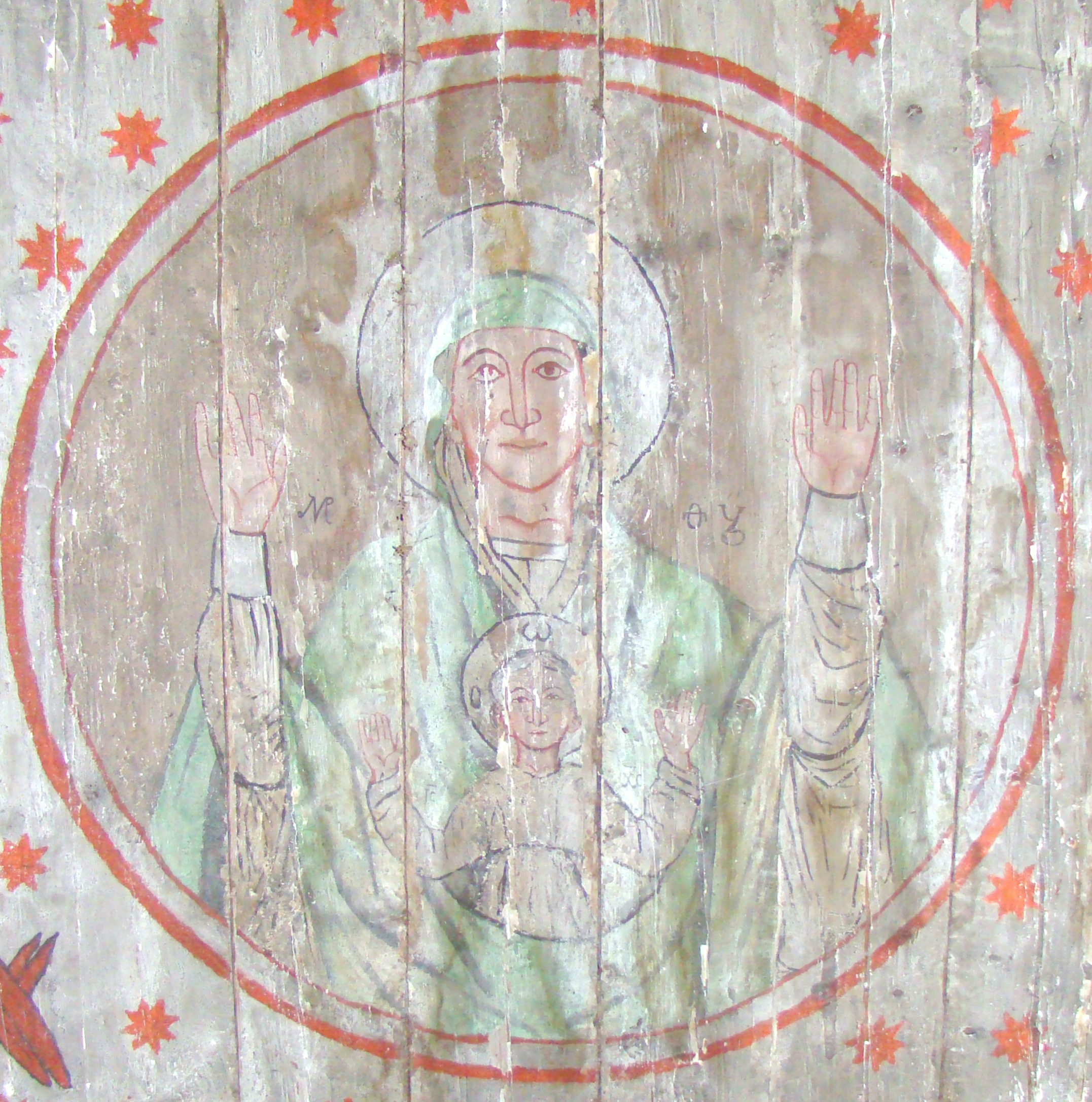
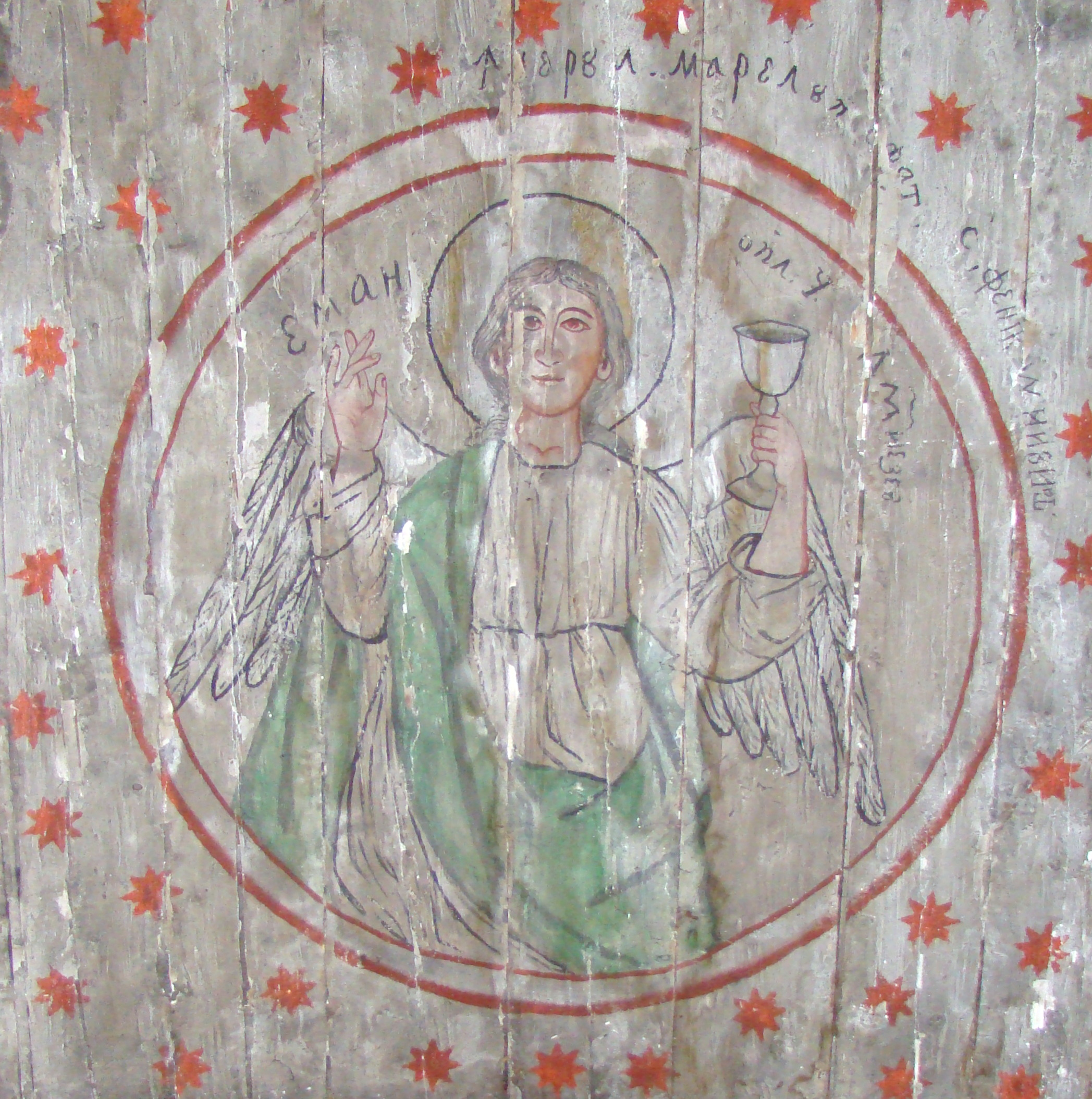
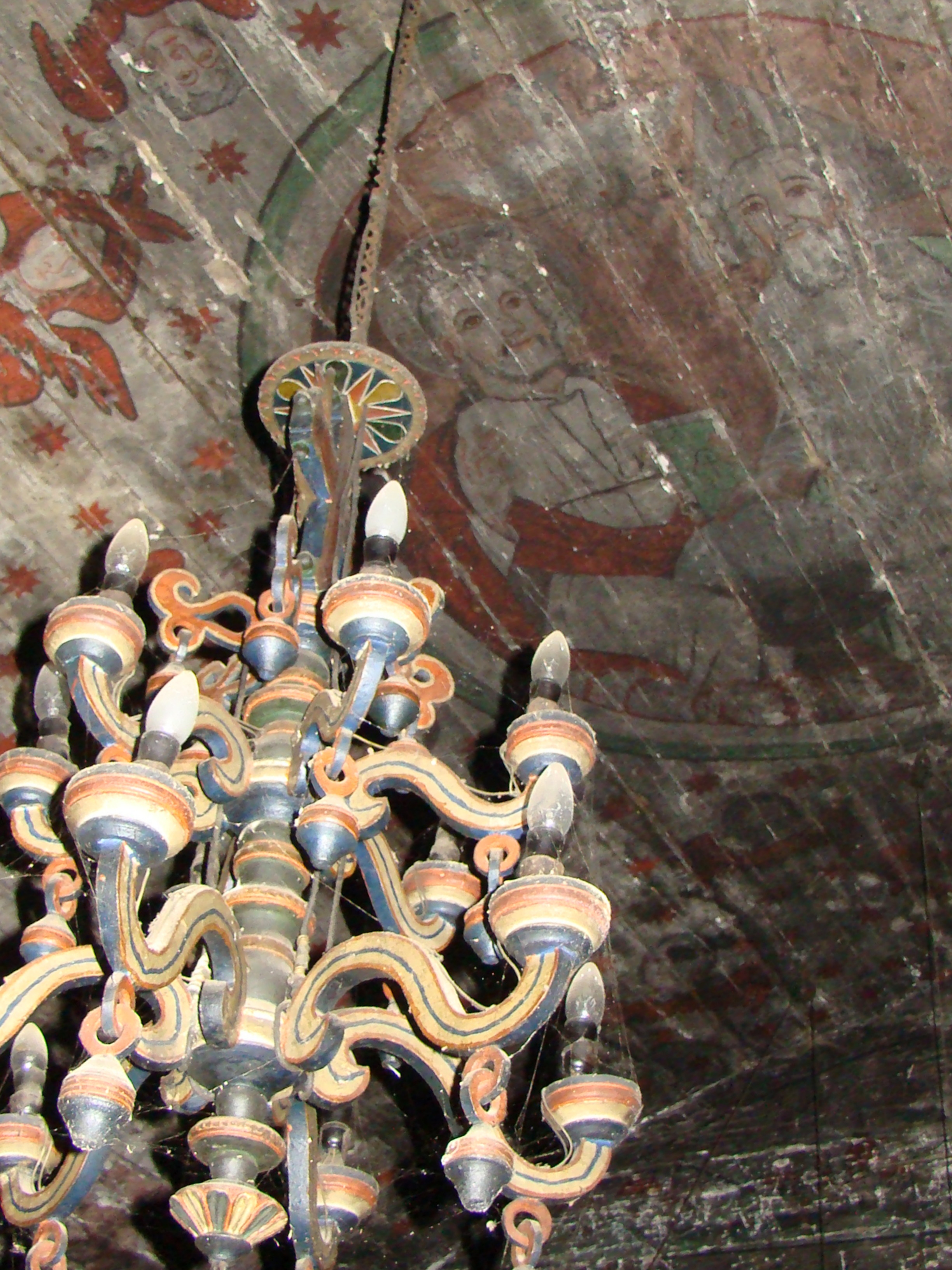
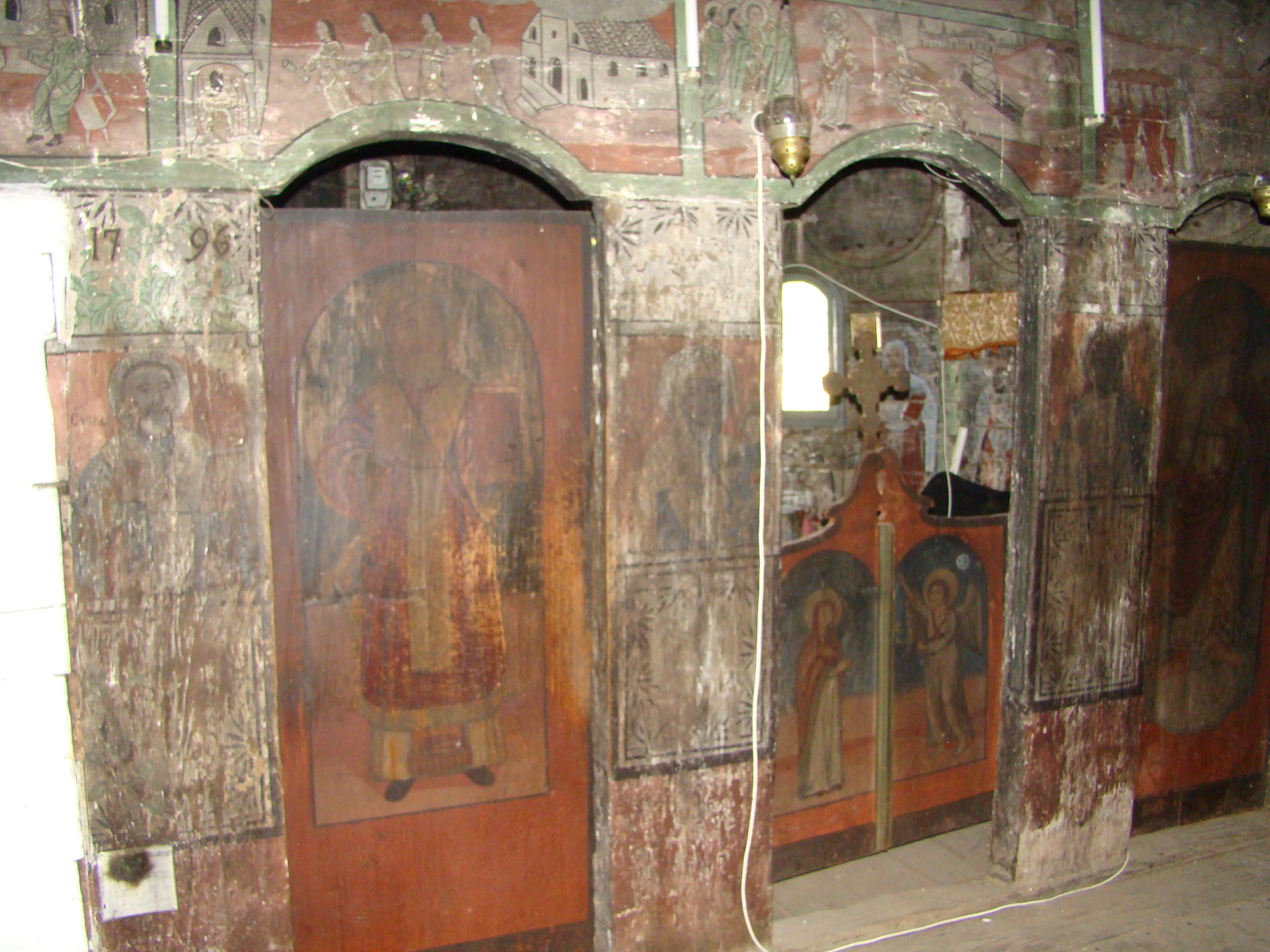
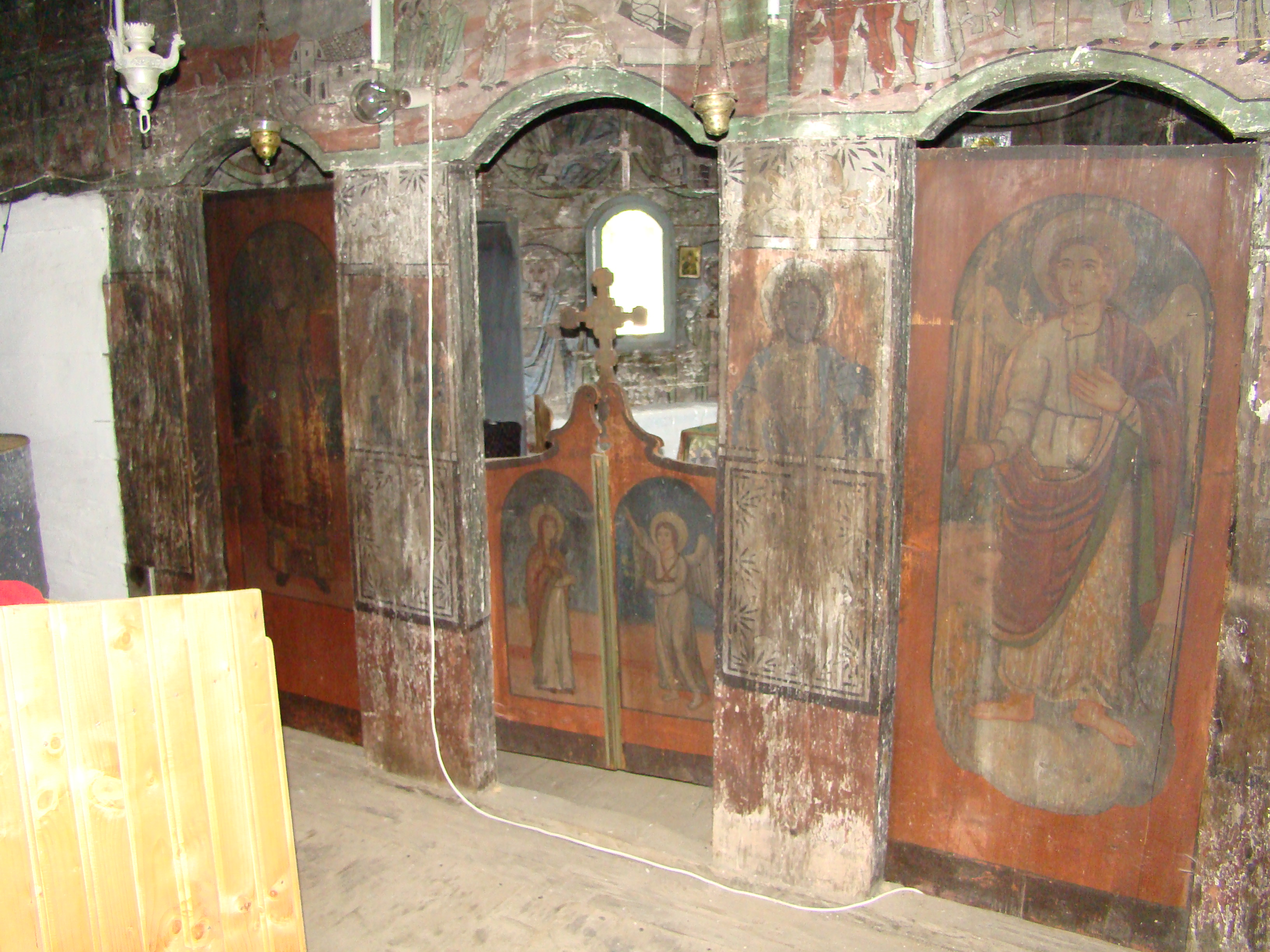
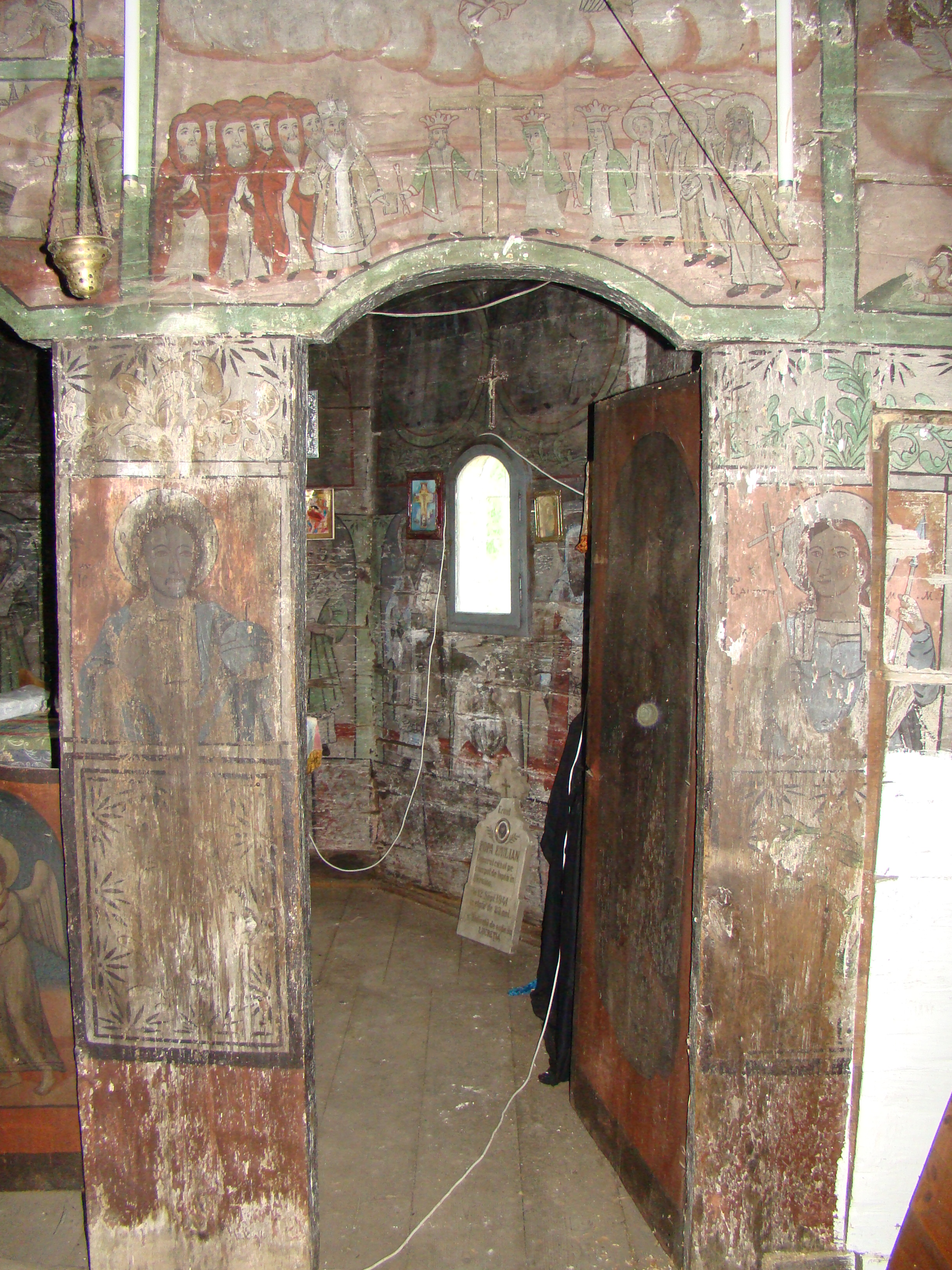
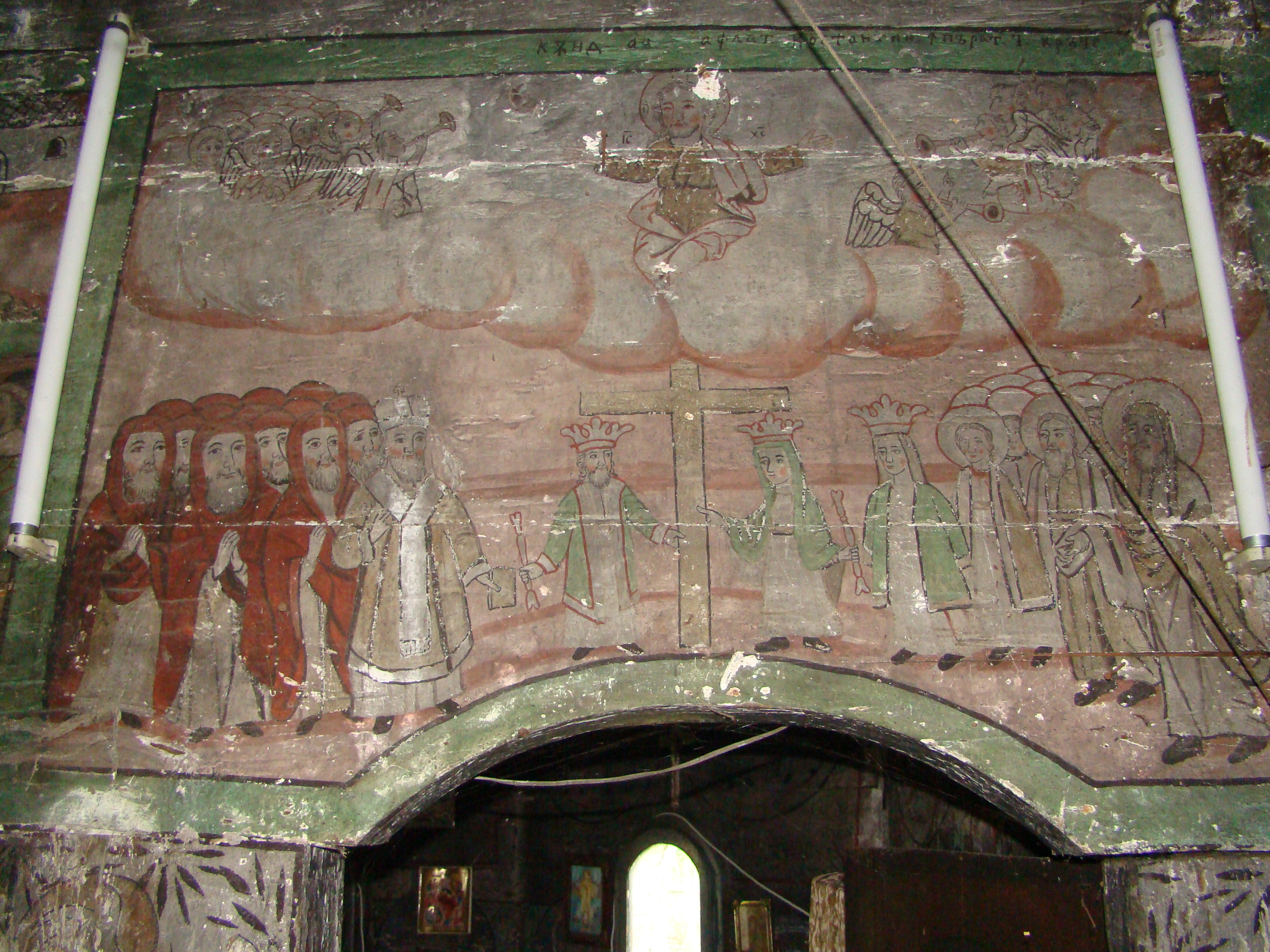
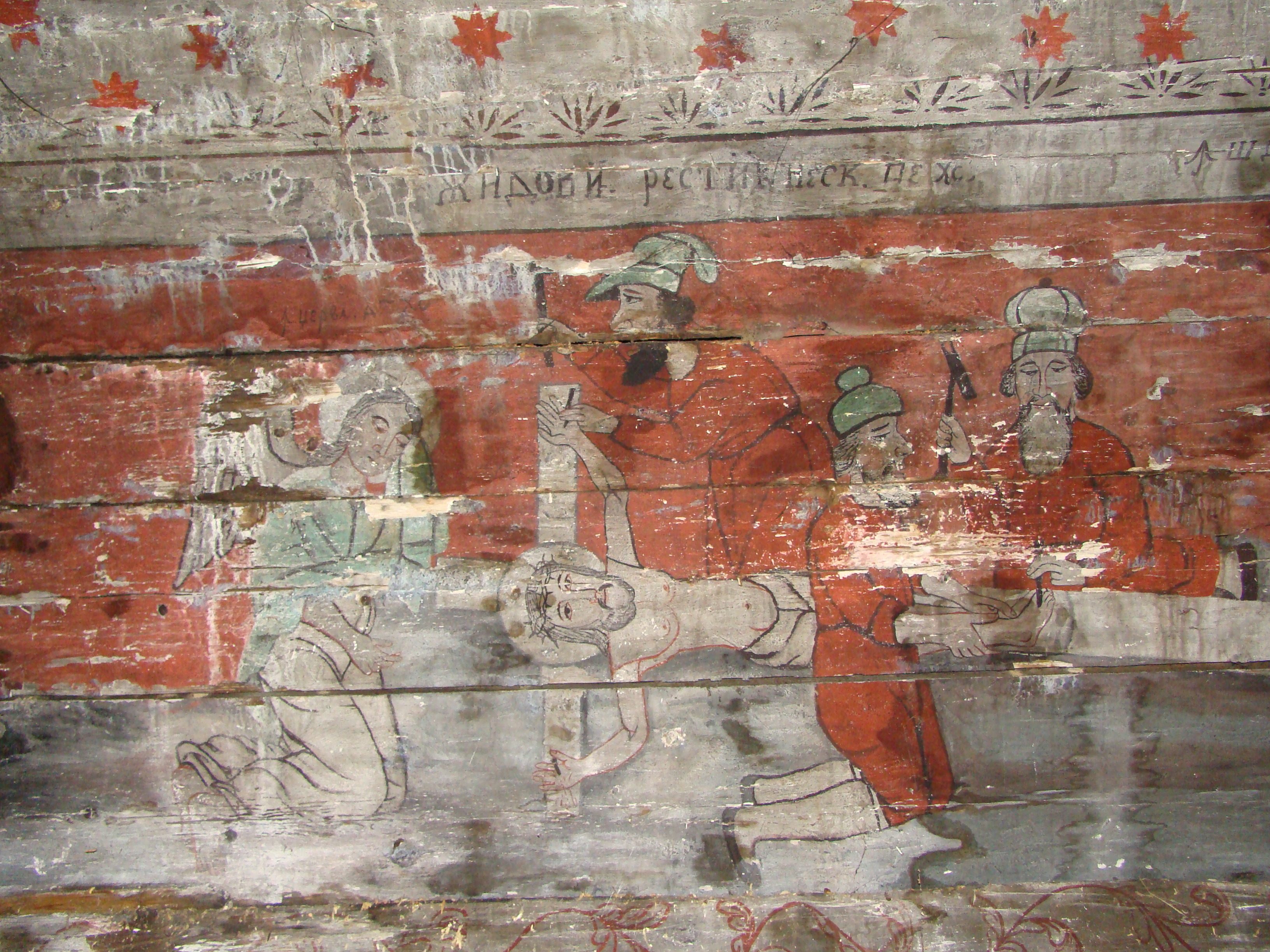
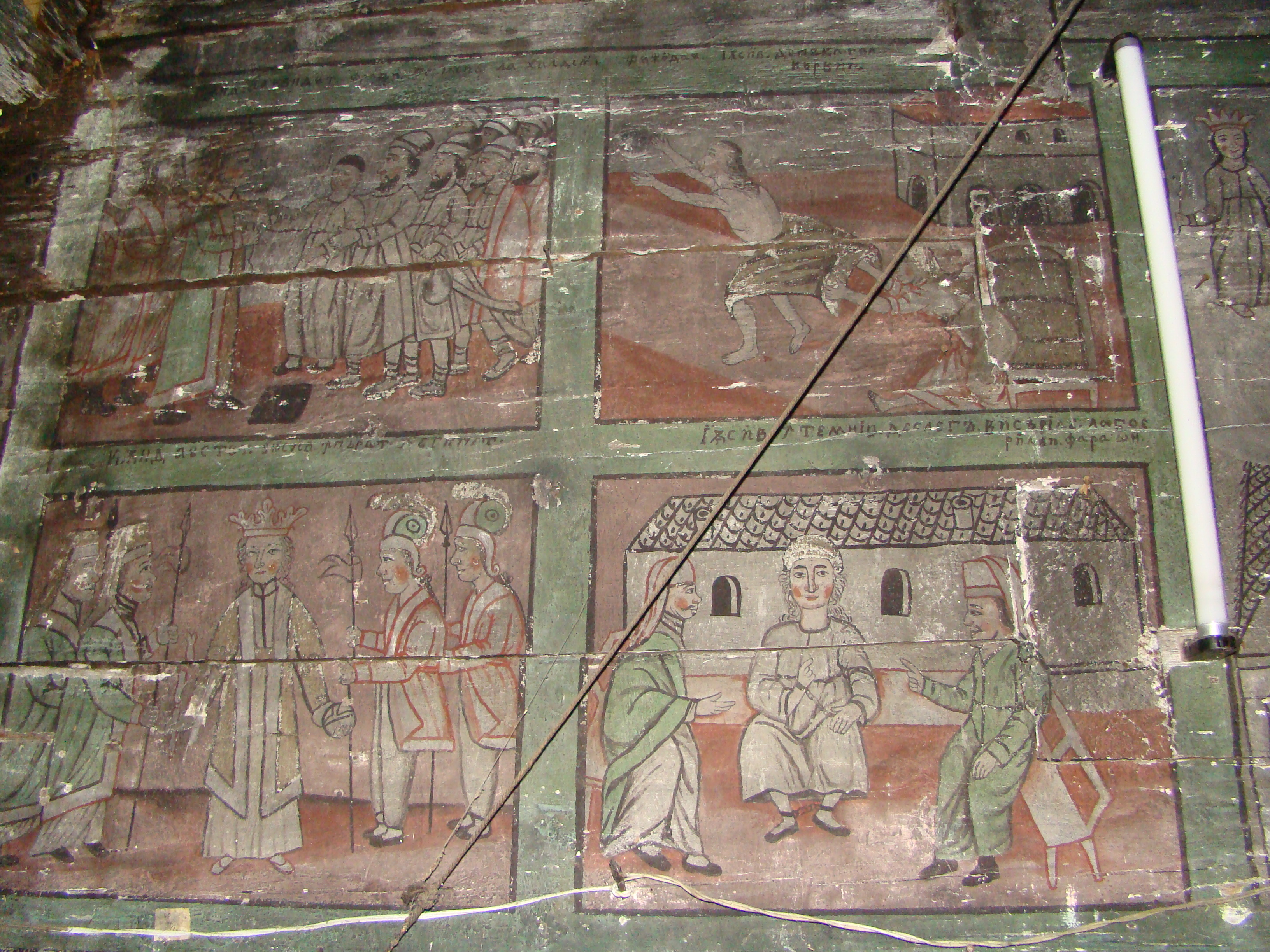
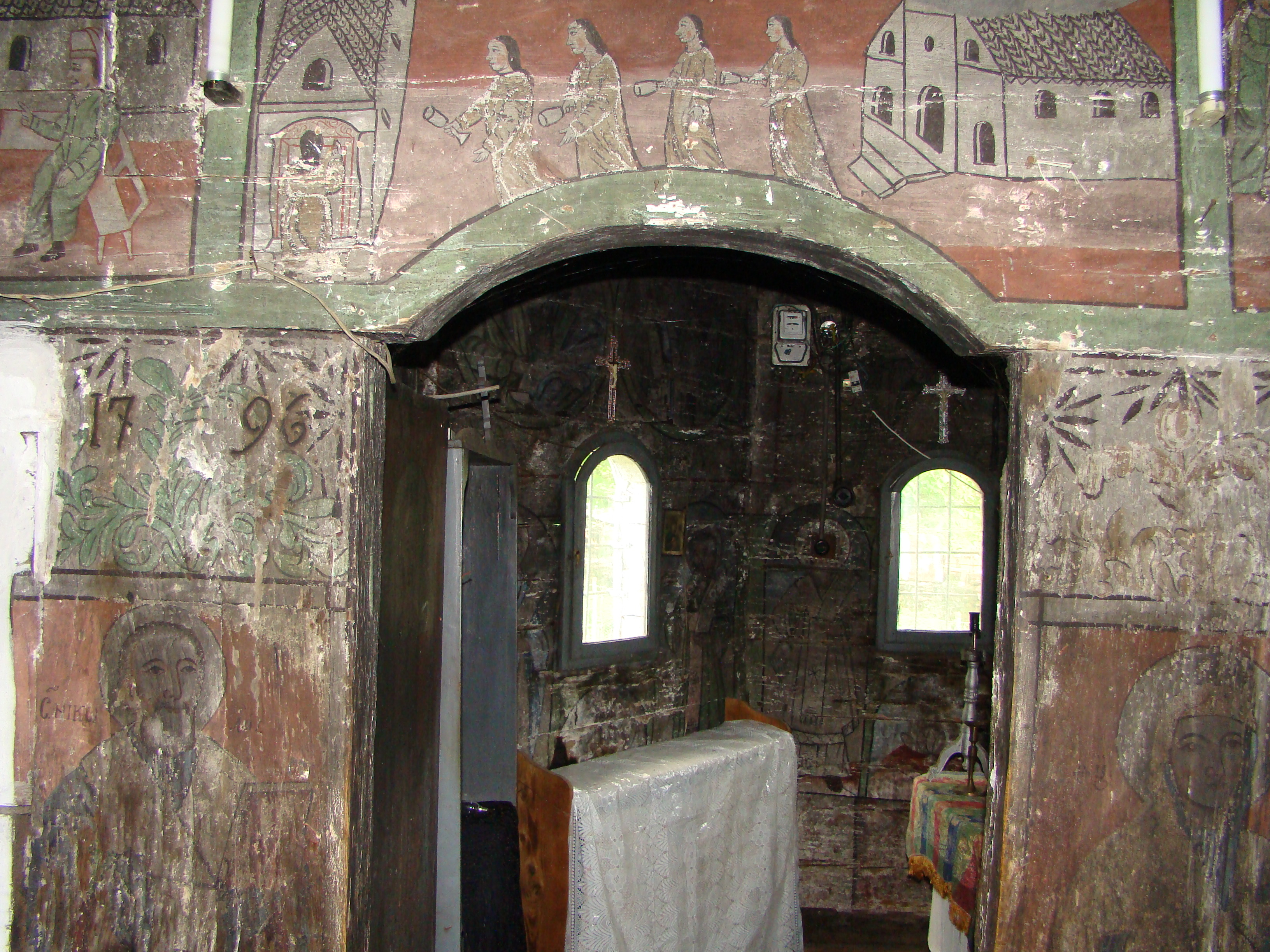
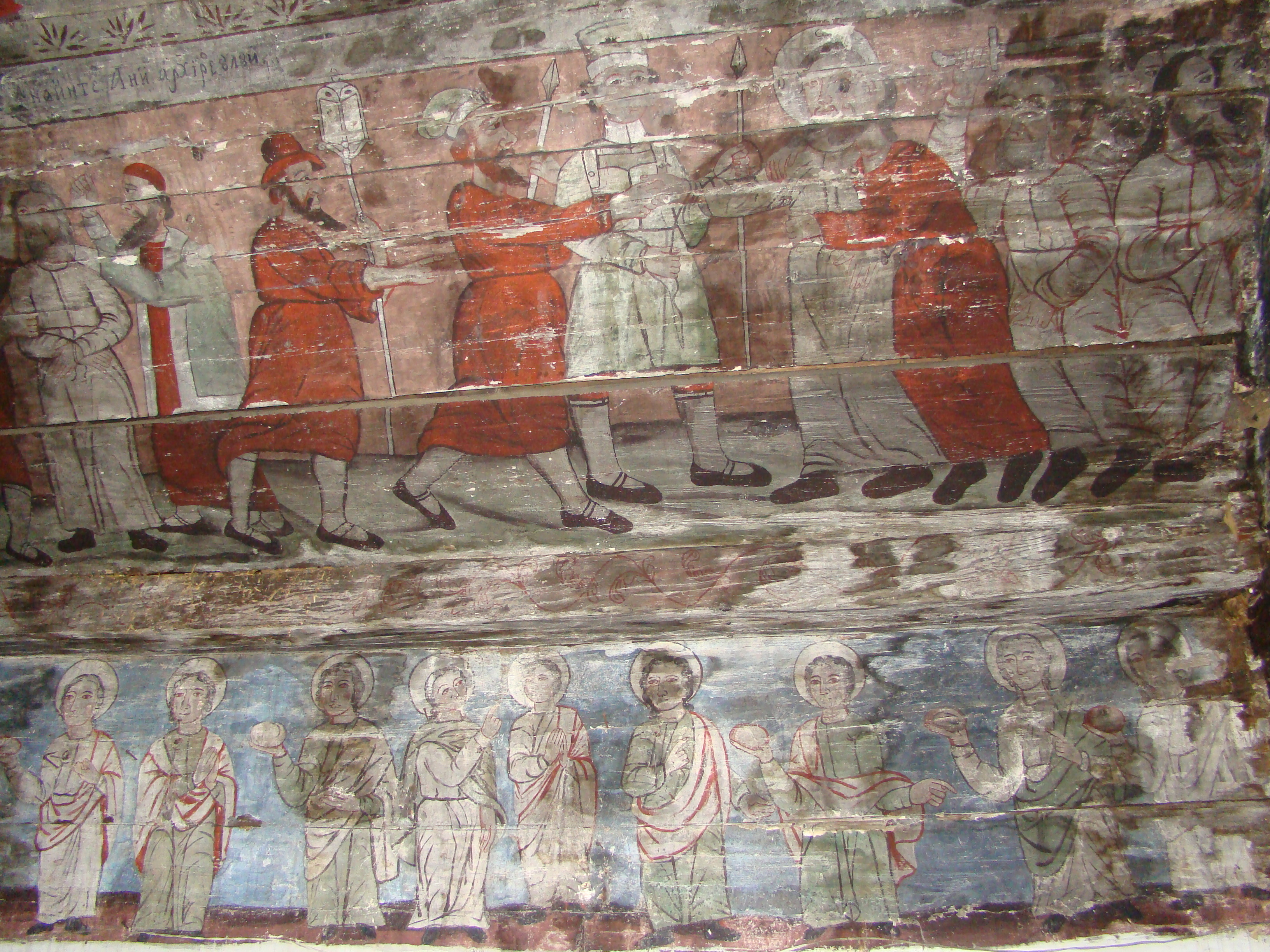
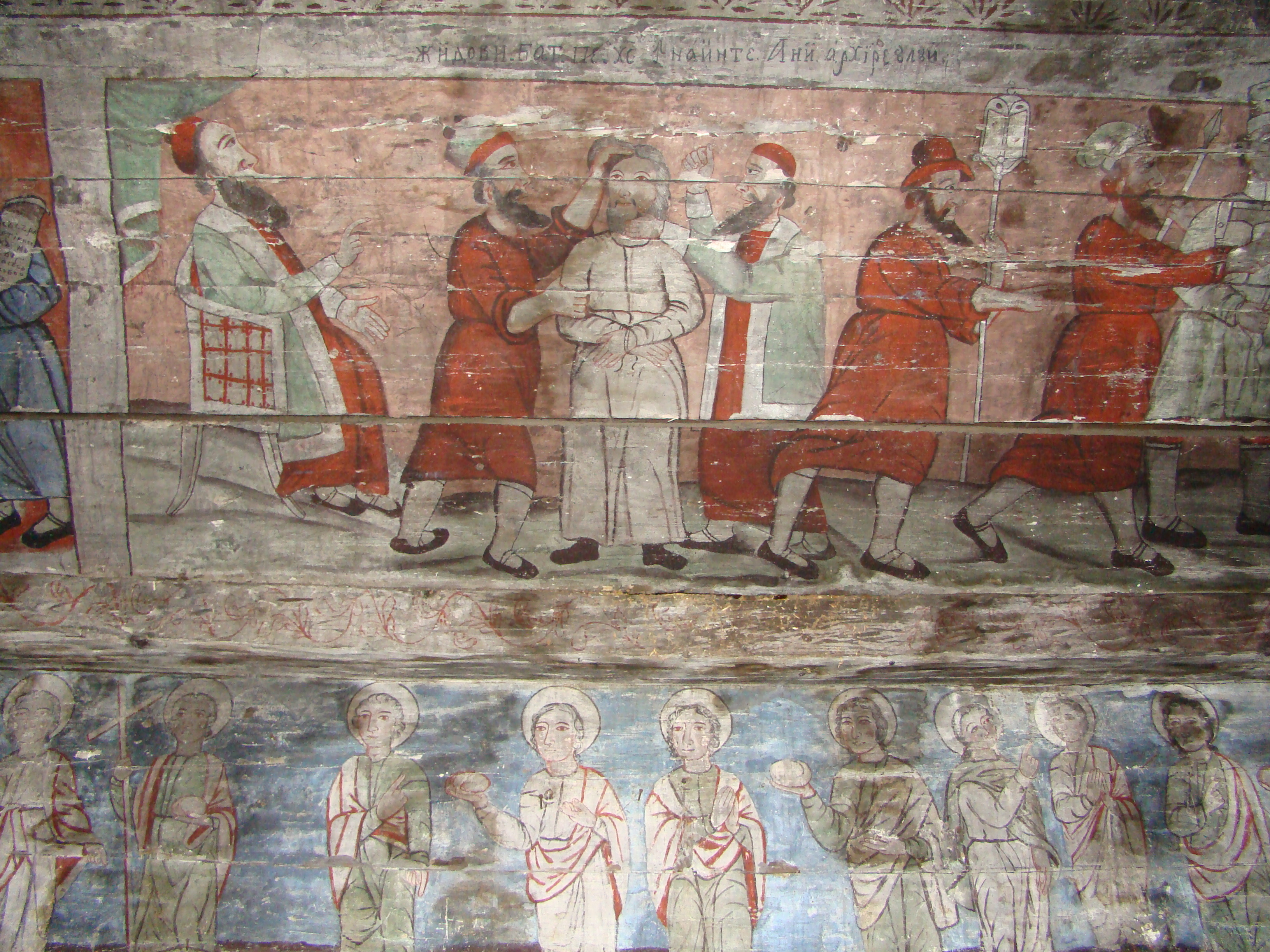
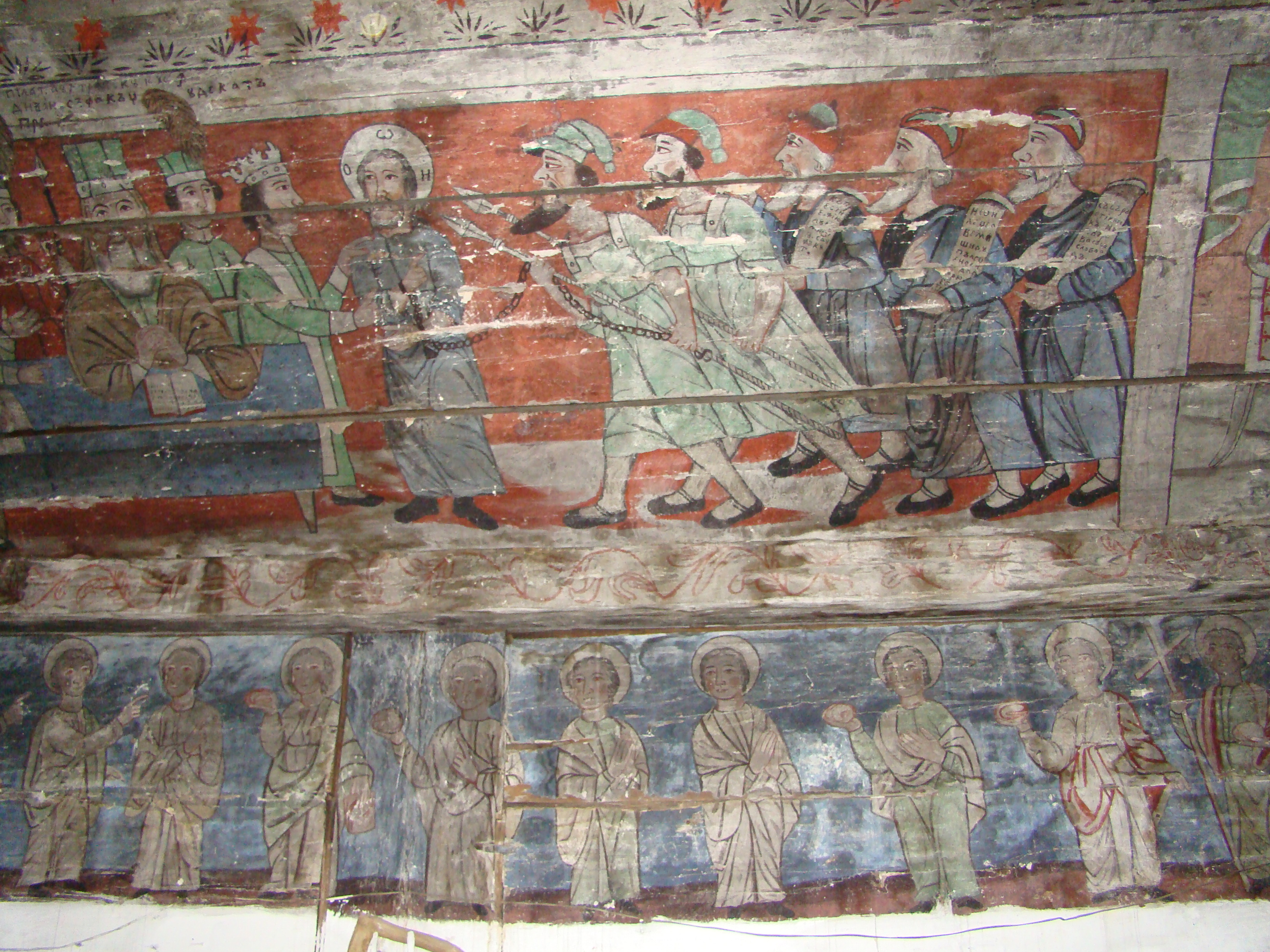
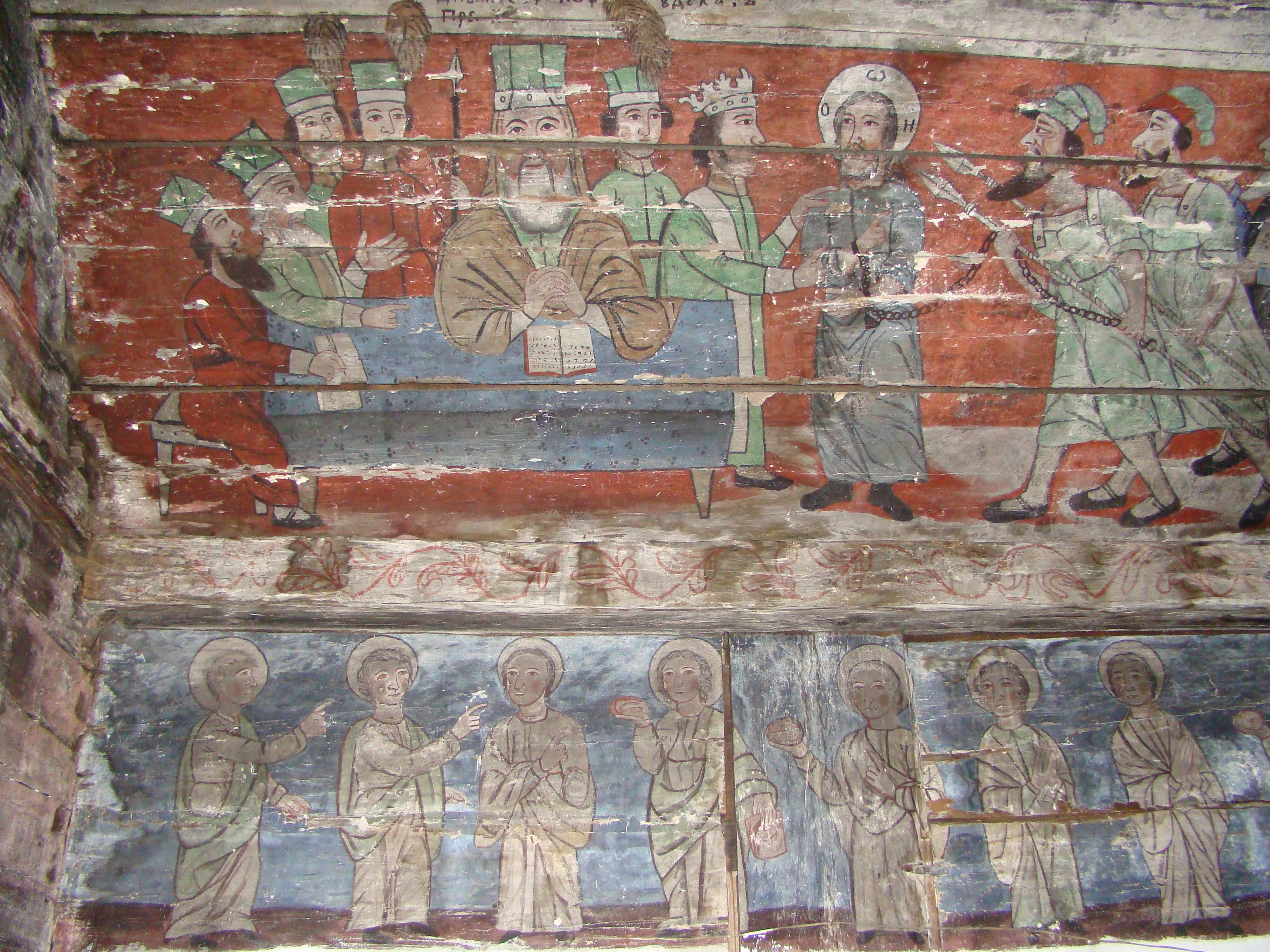
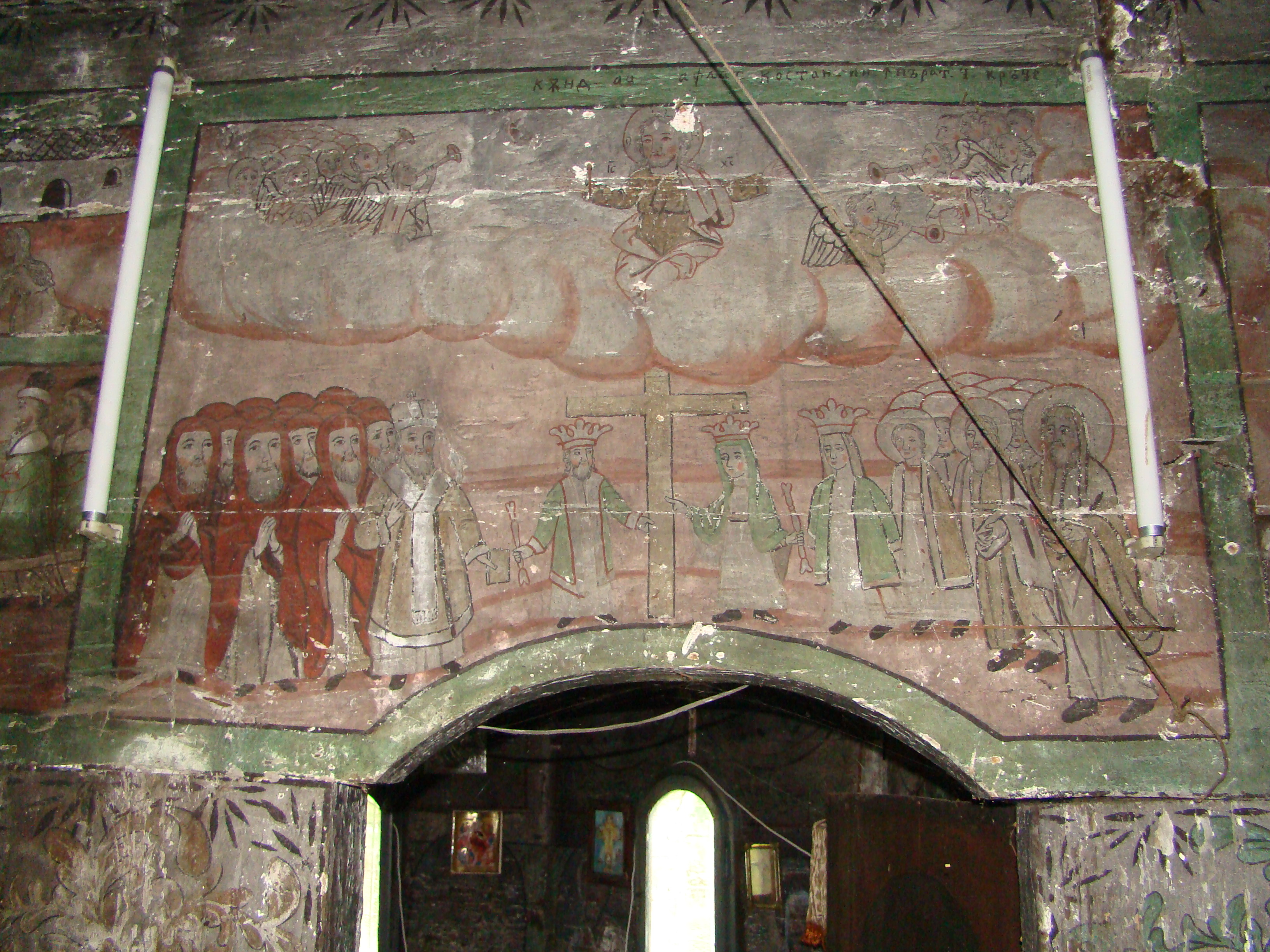
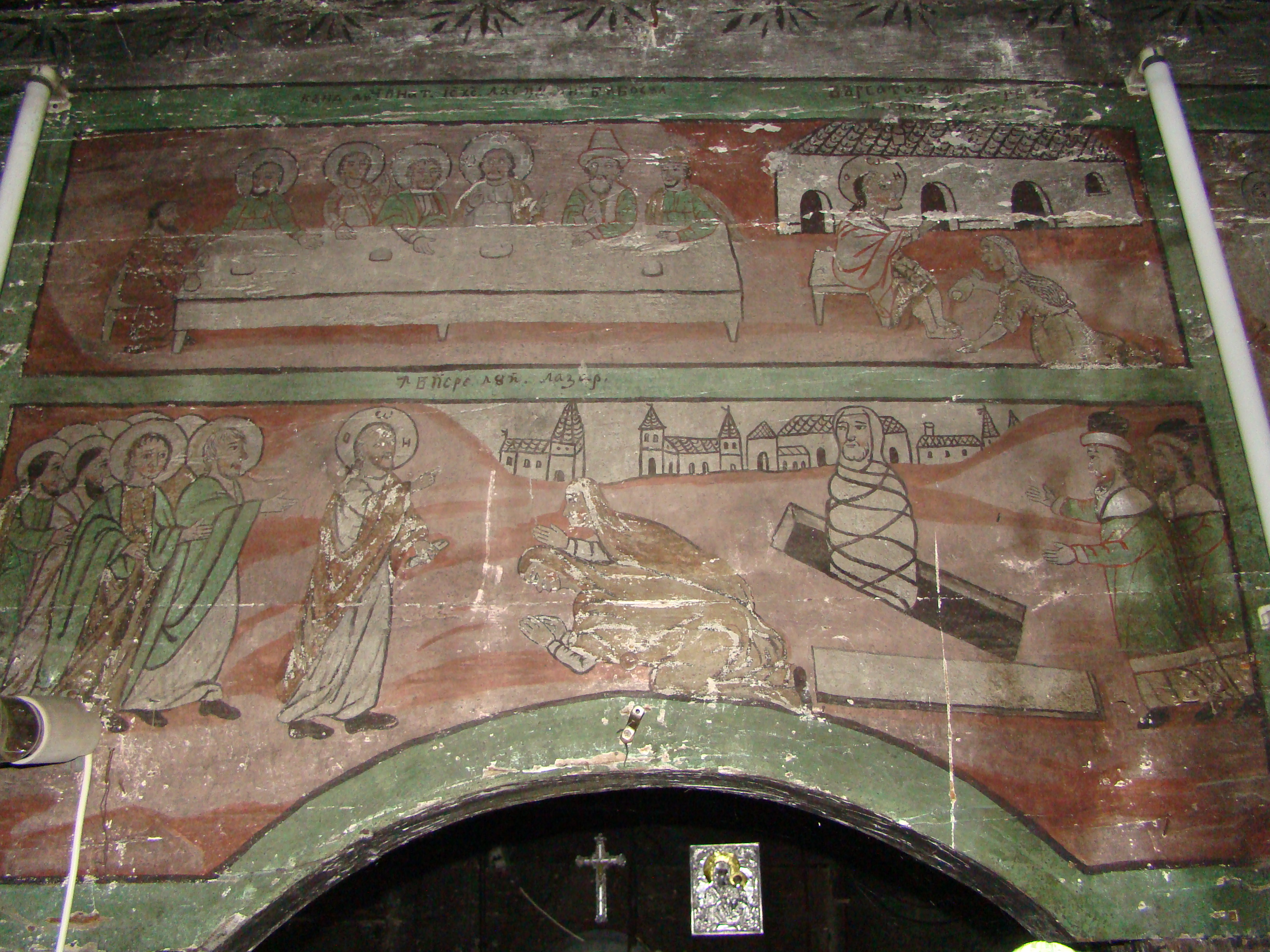
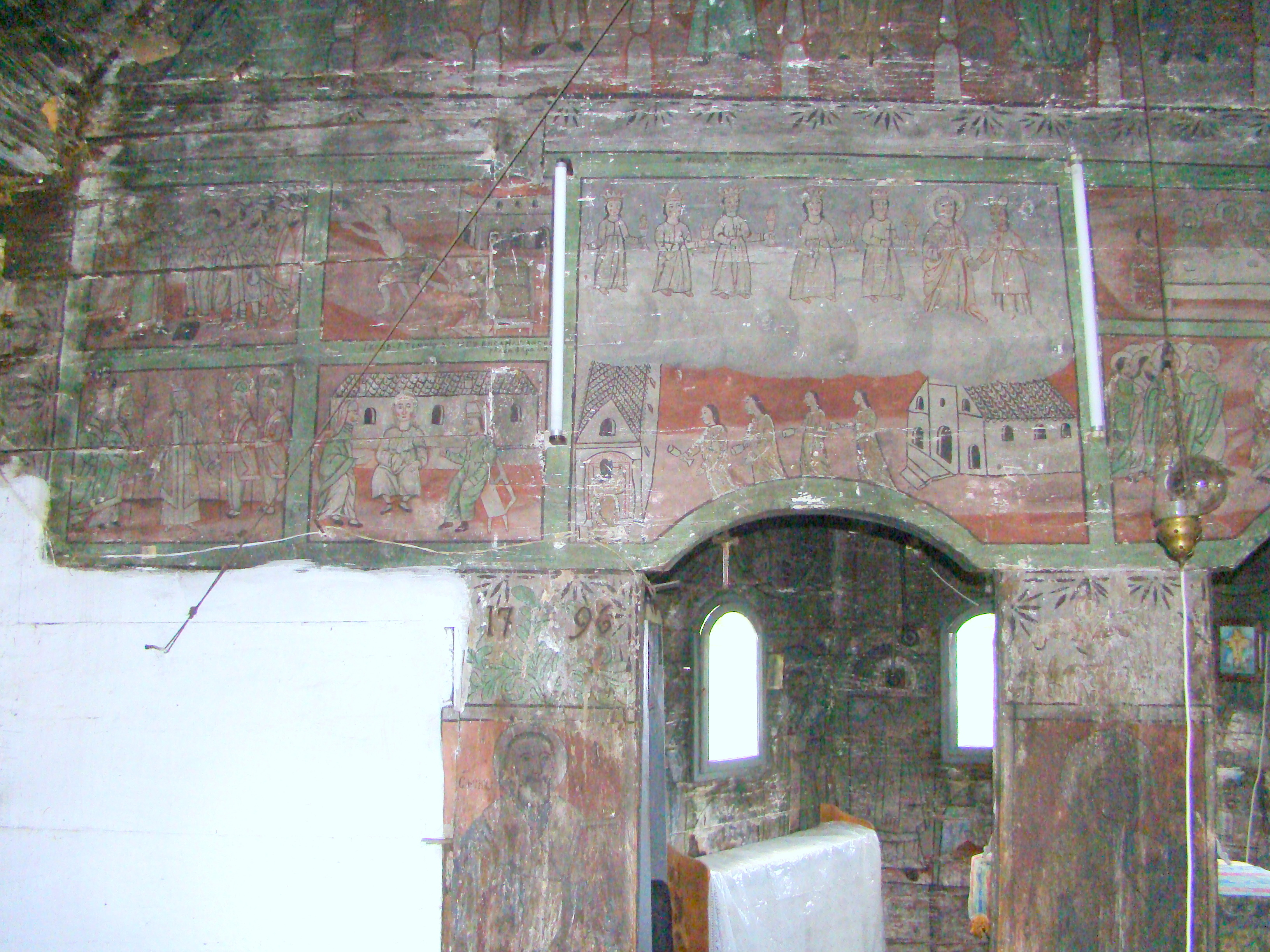
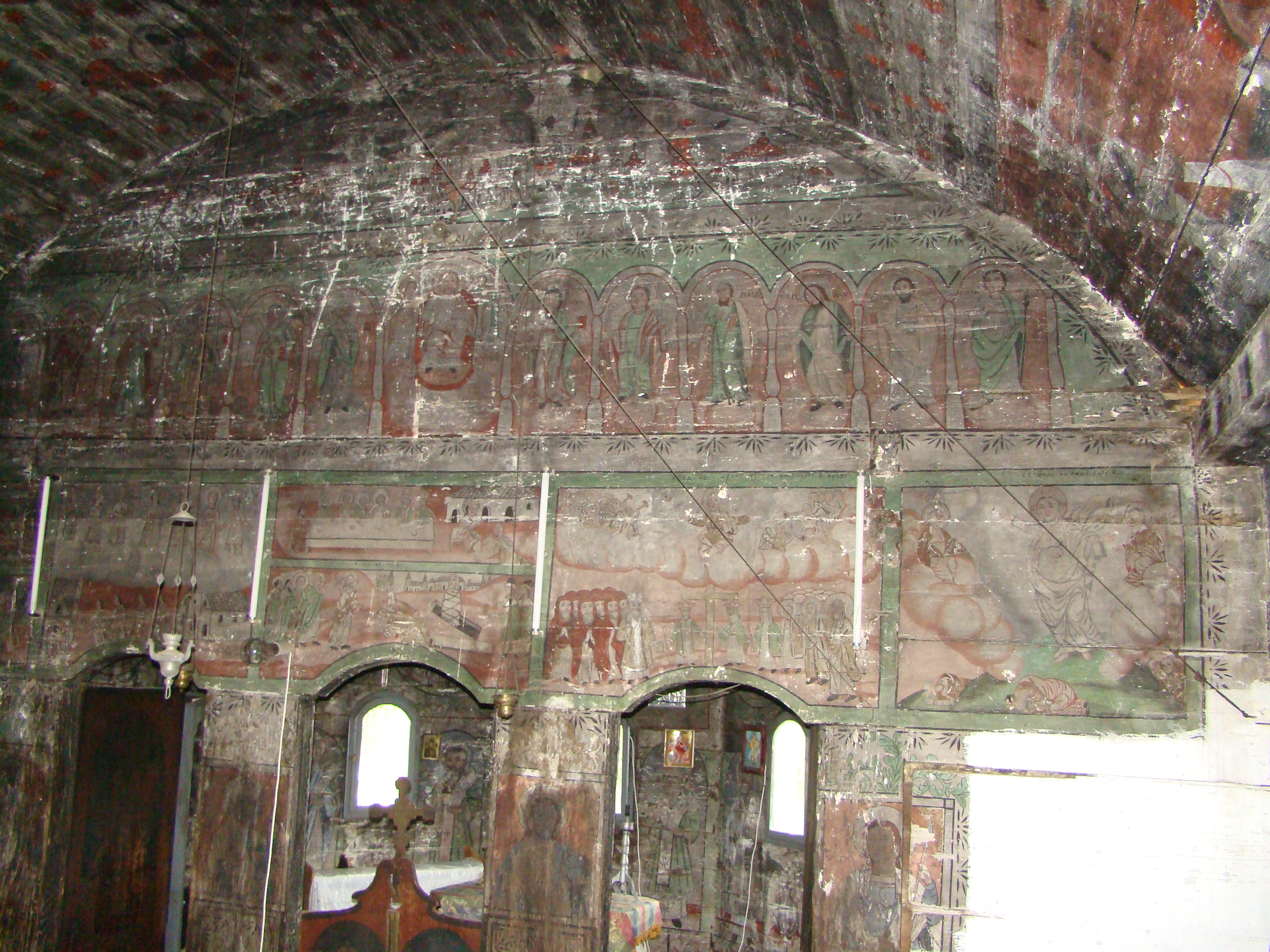
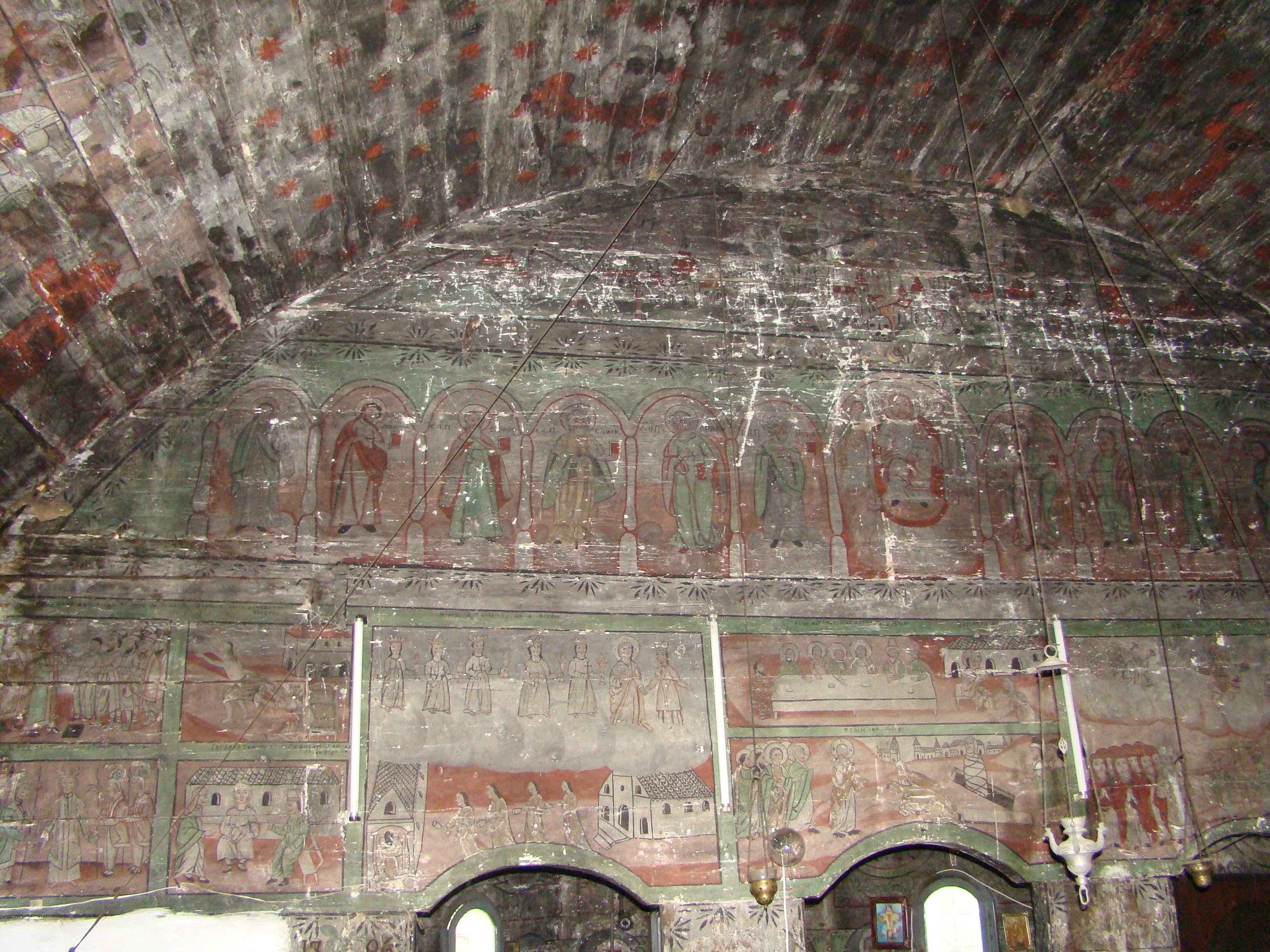
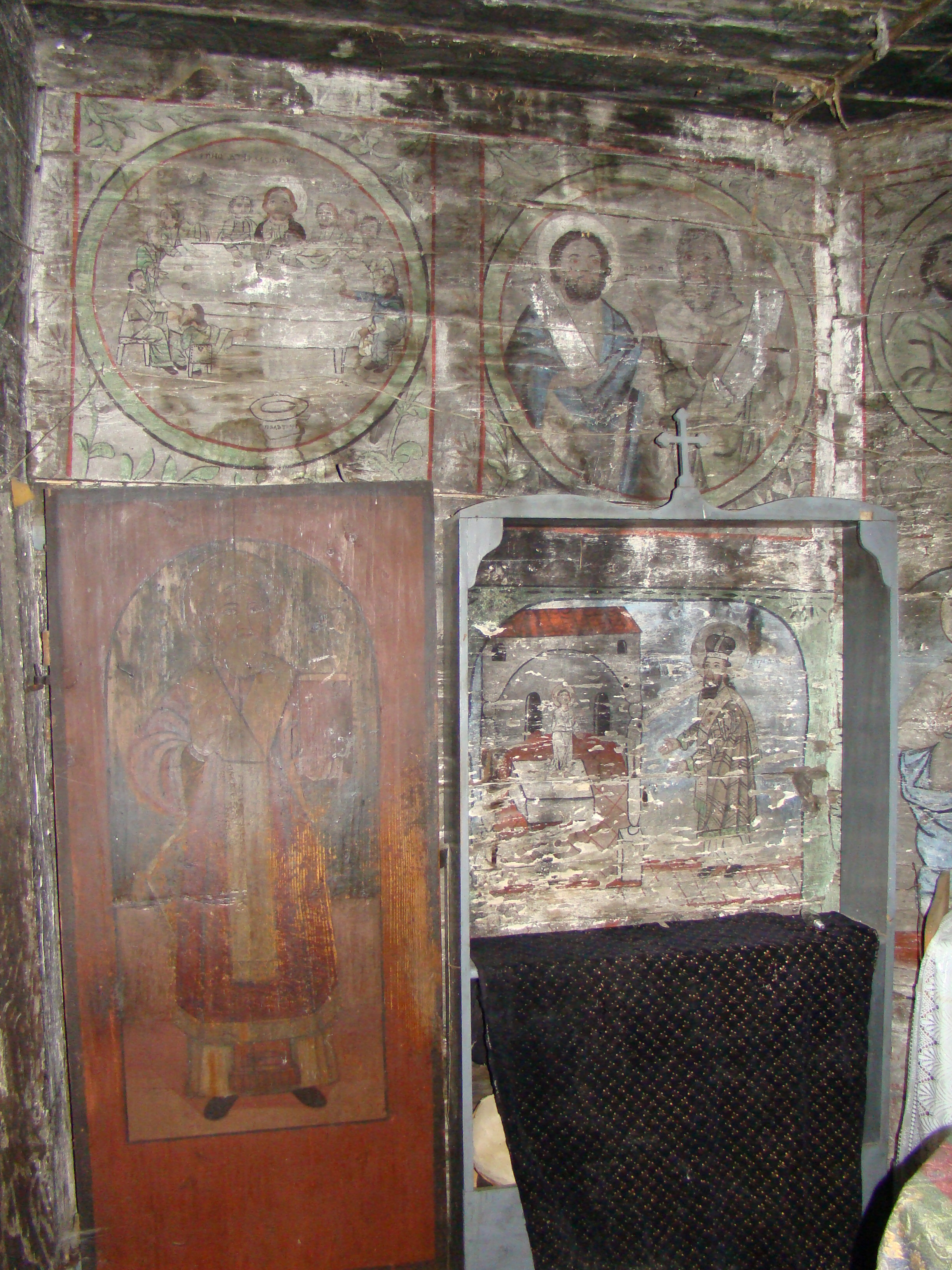
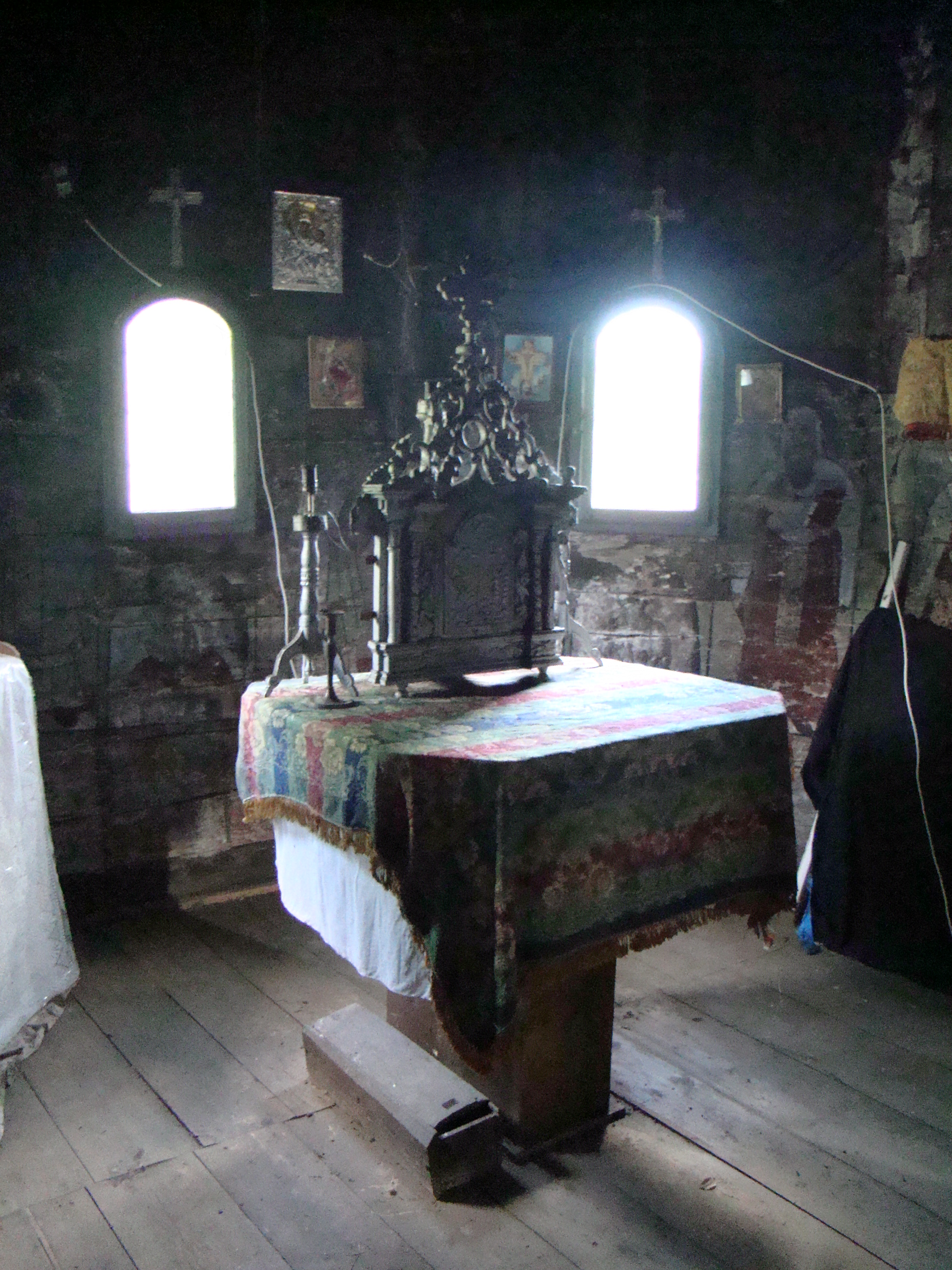

## Imagini din exterior

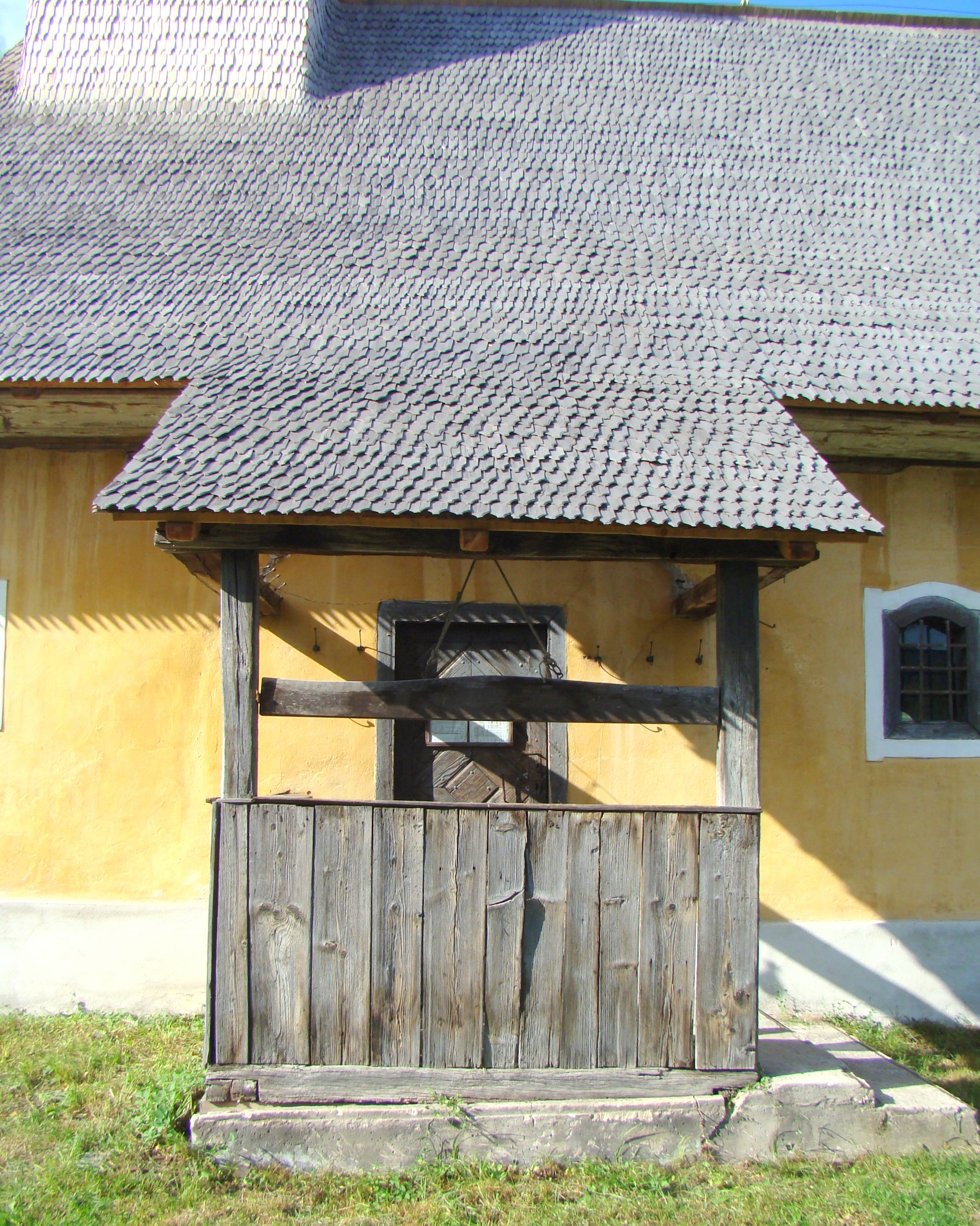
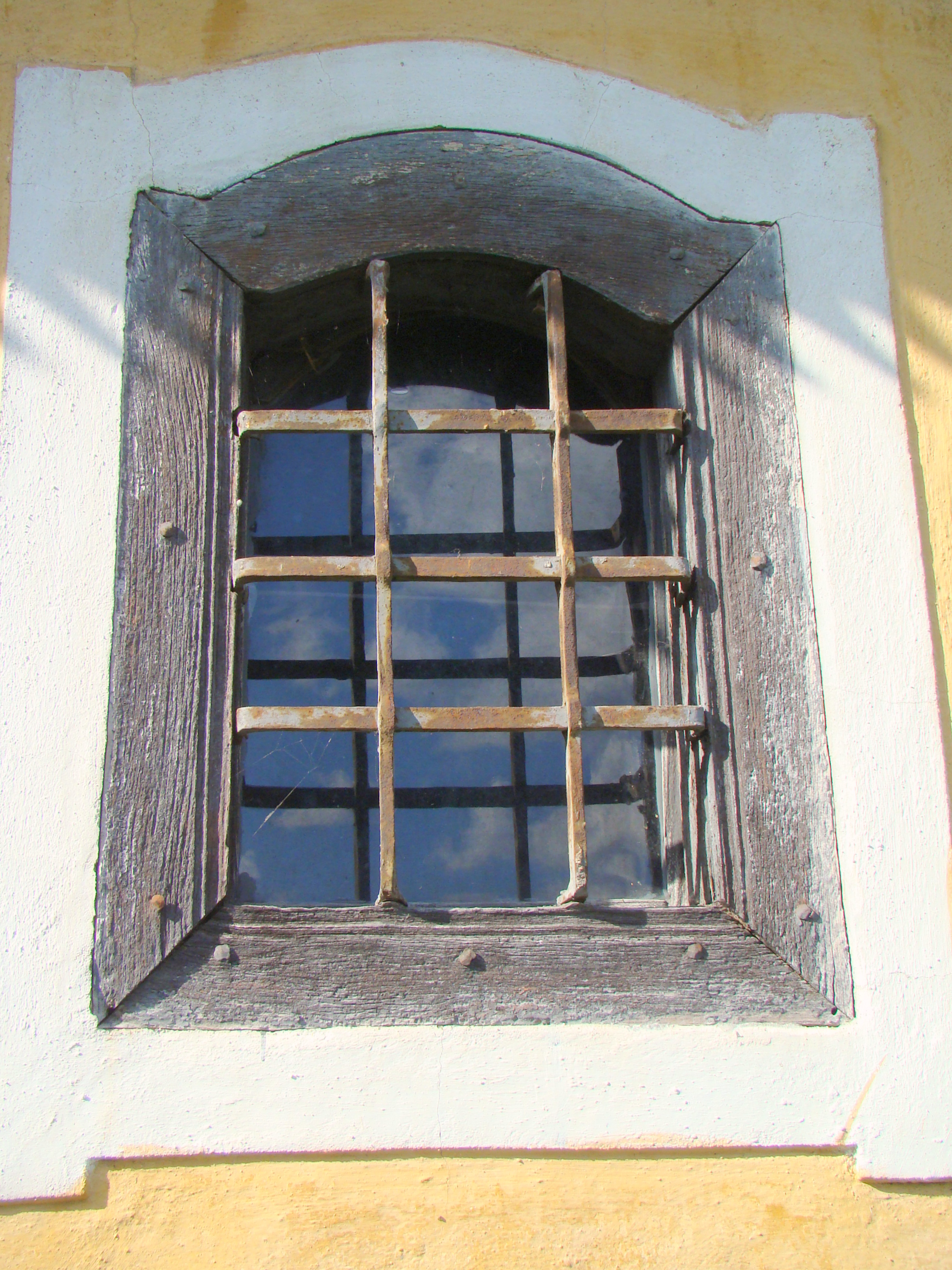
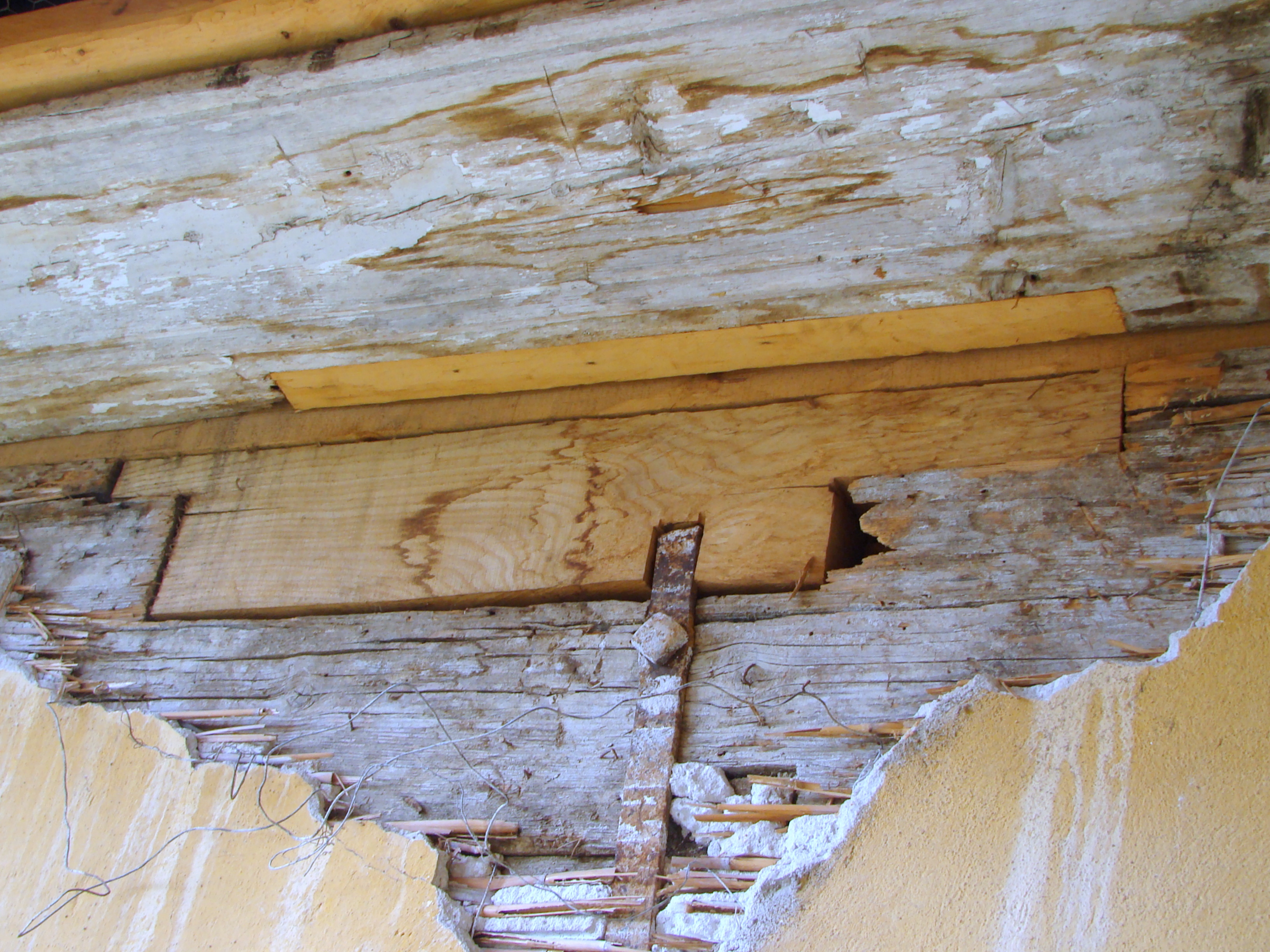
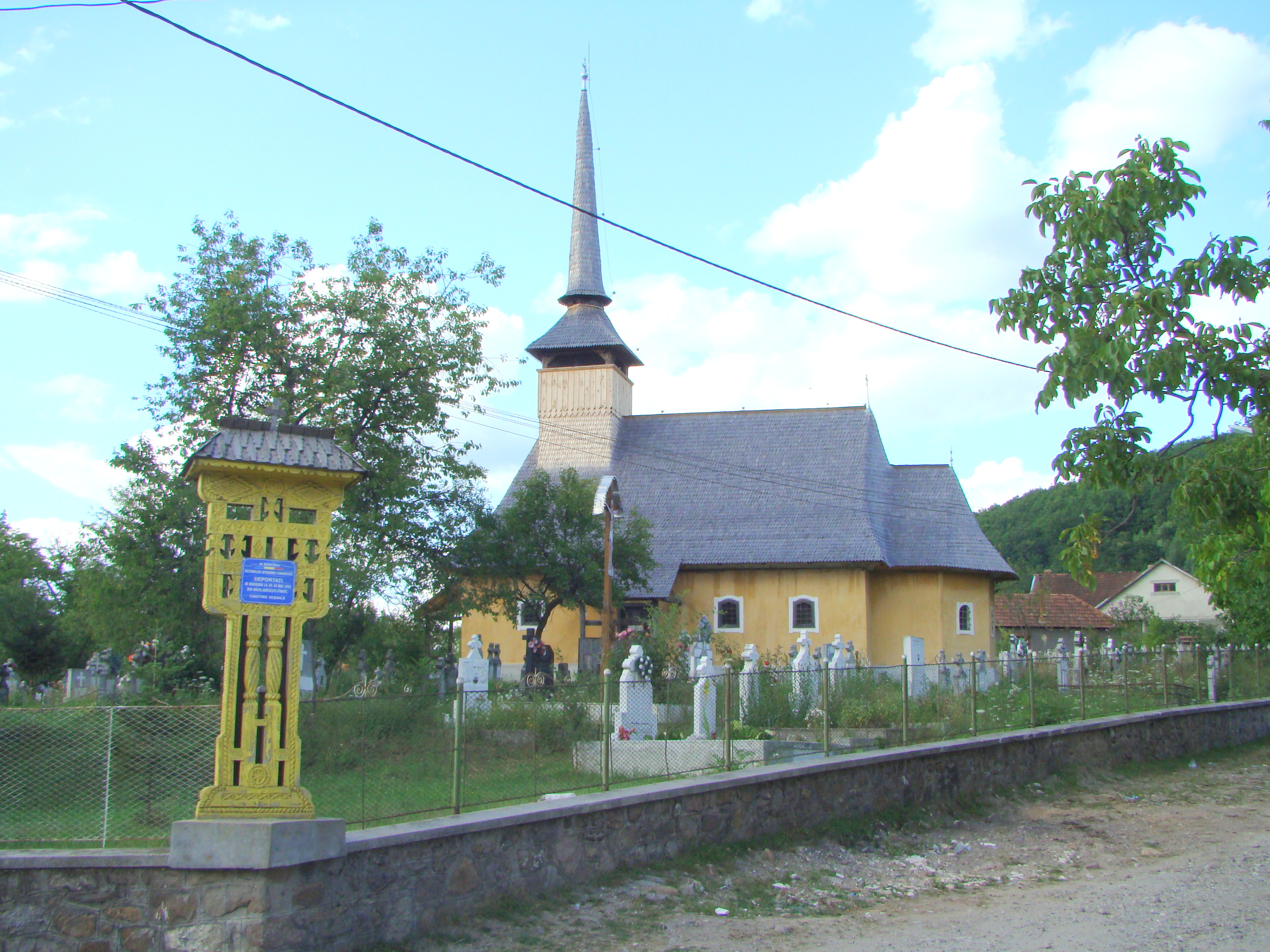
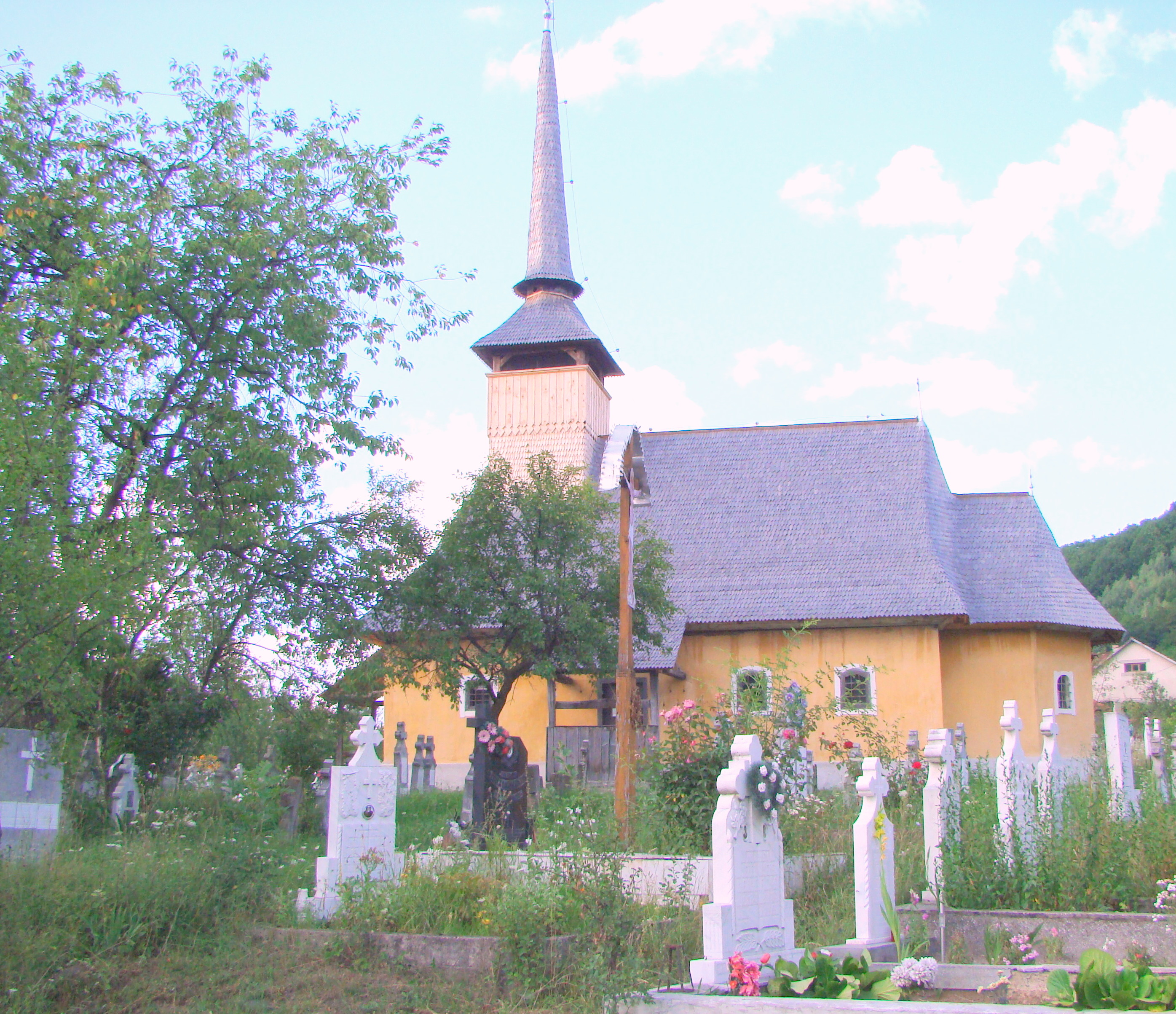
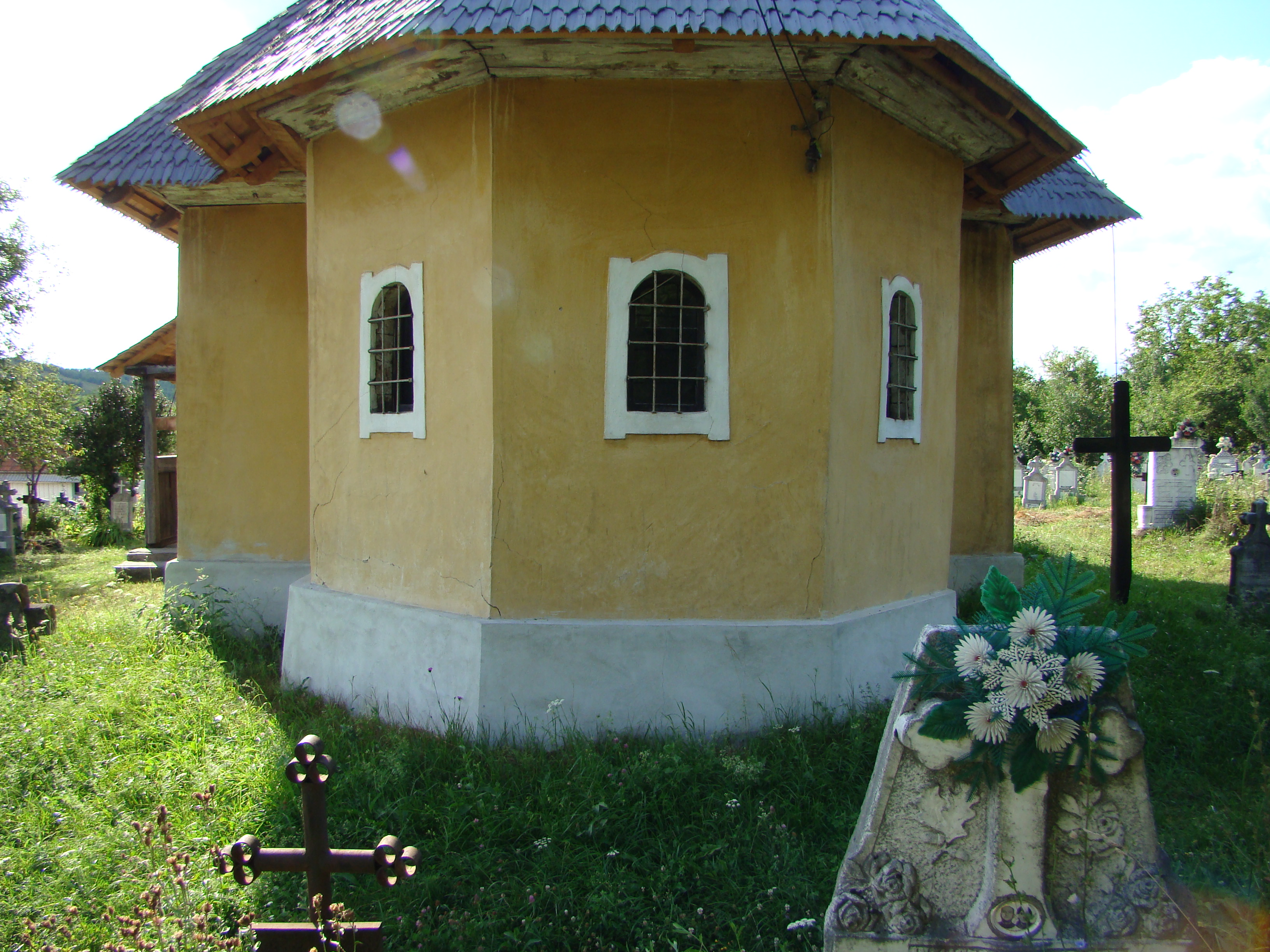
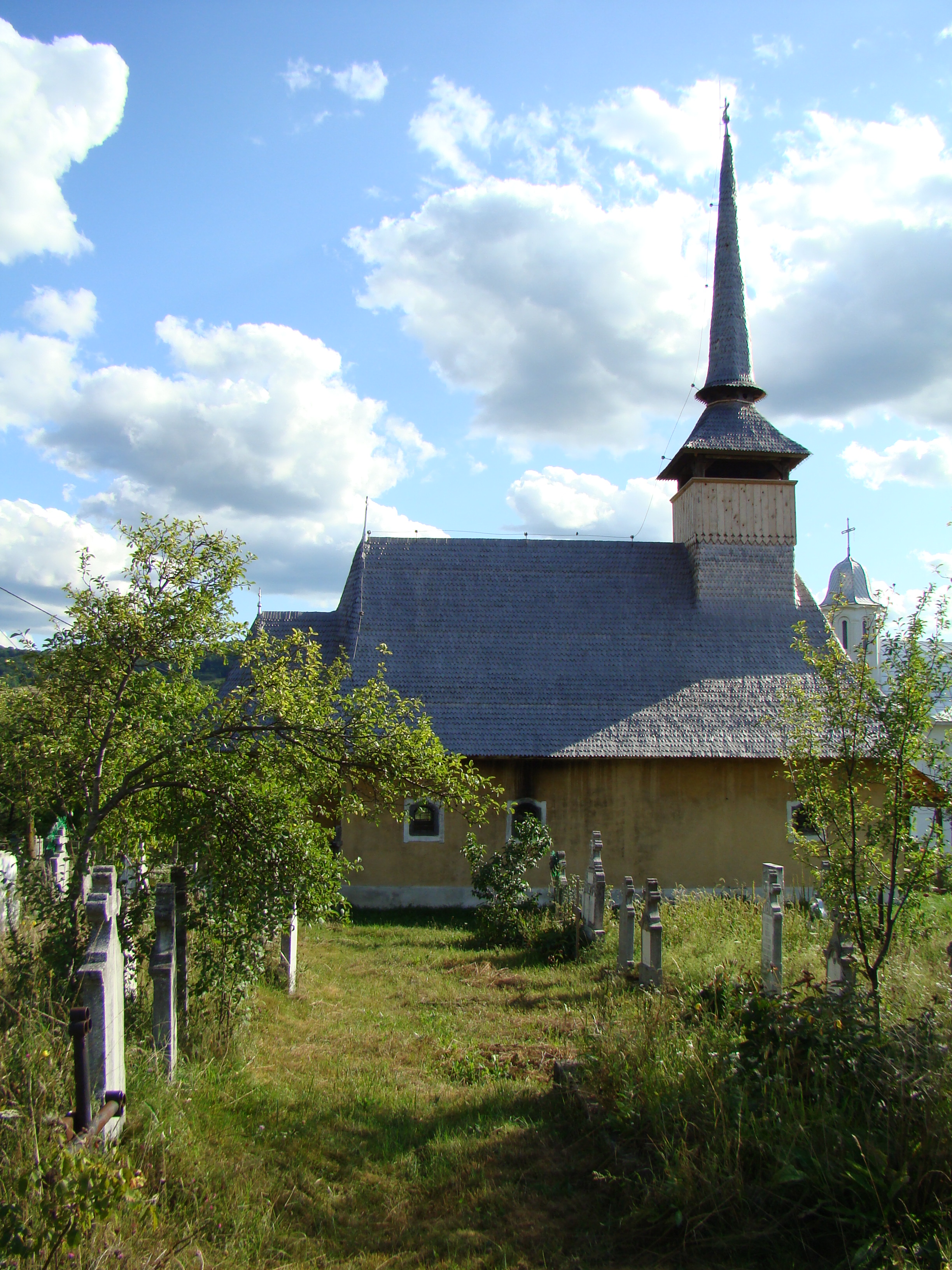
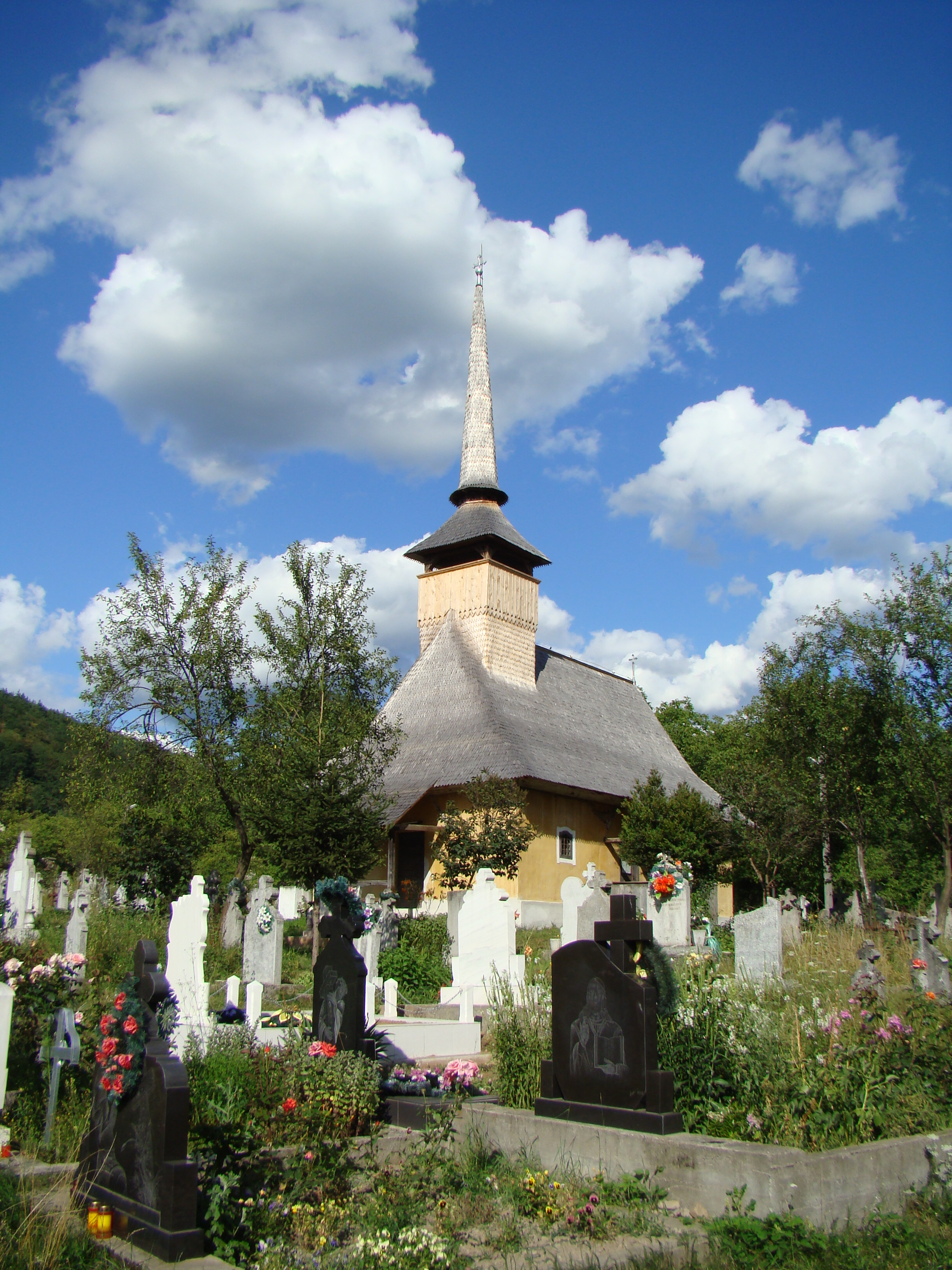

## Istoric și trăsături
Biserica de lemn din Fânațe este situată în centrul satului cu același nume, fiind realizată din bârne orizontale încheiate în cheotori drepte, după un plan ce respectă prin desfășurare în spațiu, o tradiție fundamentală. Pronaosul, naosul și absida altarului se împlinesc la exterior printr-un turn care se păstrează în forma sa originală, învelit cu șindrilă. S-au menținut cele două intrări, una în naos, cealaltă pe latura de vest, în tinda femeilor. Pronaosul este terminat cu un tavan, naosul cu o boltă semicilindrică, iar absida altarului cu tavan. La baza iconostasului, în partea stângă, se găsește crestat cu fier înroșit anul 1796, an care consemnează data când s-au terminat lucrările de refacere a bisericii de lemn. Conform documentelor păstrate datarea este veridică. Între anii 1724-1725, cu ocazia unei vizite canonice, se arată că la Fânațe „biserica este acoperită cu șindrilă”. Din anul 1752 avem o altă semnalare despre această biserică, informație repetată și în 1786, deci putem considera anul 1796 doar o consemnare a datei când s-a terminat refacerea vechii biserici. Pictura bisericii este împărțită în frize și tablouri. Axul central al naosului cuprinde în medalioane orientate de la est la vest „Treimea”, „Maria” și „Arhanghelul Mihail”. Iconostasul are pictat în centru „Iisus pe cruce”, străjuit de Maica Sa și de apostolul Ioan, restul scenelor sunt compartimentate în frize și medalioane. La poalele bolții zugravul a redat „Patimile lui Iisus”, scene dominate de culoarea verde, preferință a pictorului. Peretele vestic al naosului are ca temă centrală „Învierea morților” pentru Judecata de Apoi. La capătul de jos al peretului se poate citi pisania lăsată de pictor: „ Această sfântă biserică a Fânațului sau zugrăvit din cheltuiala sfintei biserici și din ajutorul satului, fiind birău Sabo Nat și chitor Boc Petru. Eu zugravul Micula (Mihail) din Mociar, octombrie 30 zile 1832”. În biserică se găsesc două sfeșnice mari și un candelabru lucrate din lemn, cromatica fiind compusă din alăturarea culorilor roșu și albastru. În 1924 a fost tencuit exteriorul, lărgite ferestrele și acoperită cu țiglă, iar în 1976 i s-a mai făcut o reparație capitală. Este singura biserică veche de lemn din zonă care mai păstrează pictura sa originală. Din păcate, starea ei de degradare se accentuează, credincioșii neavând mijloacele necesare pentru întreținerea și repararea ei. 